# NATO
La NATO, Organizzazione del Trattato dell'Atlantico del Nord (in inglese North Atlantic Treaty Organization; in francese Organisation du traité de l'Atlantique nord, in sigla OTAN) è un'alleanza militare intergovernativa nel settore della difesa, che include trentadue Stati membri, di cui trenta europei e due nordamericani, e che è stata istituita all'indomani della Seconda guerra mondiale. Il trattato istitutivo della NATO, il Patto Atlantico, fu firmato a Washington il 4 aprile 1949 ed entrò in vigore il 24 agosto dello stesso anno.
La NATO è un sistema di sicurezza collettiva: i suoi Stati membri indipendenti si impegnano a difendersi a vicenda da eventuali attacchi da parte di terzi. Durante la guerra fredda, servì come deterrente verso la minaccia percepita dell'Unione Sovietica. L'alleanza è rimasta in vigore dopo la dissoluzione dell'Unione Sovietica ed è stata coinvolta in operazioni militari nei Balcani, in Medio Oriente, in Asia meridionale e in Africa.
Il quartier generale principale della NATO si trova a Bruxelles, in Belgio, mentre il quartier generale militare è situato nei pressi di Mons, sempre in Belgio. L'alleanza può disporre della NATO Response Force e delle forze armate combinate di tutti i suoi membri, che comprendono un totale di circa 3,5 milioni di soldati e personale di vario genere. La loro spesa militare combinata, nel 2020, costituiva oltre il 57% del totale nominale globale. Inoltre, i membri hanno concordato di raggiungere o mantenere l'obiettivo di spesa per la difesa di almeno il 2% del loro PIL entro il 2024.
La NATO si è formata con dodici membri fondatori e in dieci occasioni ha aggiunto nuovi membri, l'ultima delle quali è avvenuta nel 2024, quando la Svezia è entrata a farne parte. Al 2024, la NATO riconosce la Bosnia-Erzegovina, la Georgia e l'Ucraina come aspiranti membri. L'allargamento dell'alleanza ha portato a tensioni con i paesi terzi come la Russia, uno dei diciotto Paesi che partecipano al programma di Partenariato per la pace della NATO. Altri diciannove Paesi sono coinvolti in programmi di dialogo istituzionalizzato con l'alleanza.

## Storia

### Contesto alla fine della seconda guerra mondiale

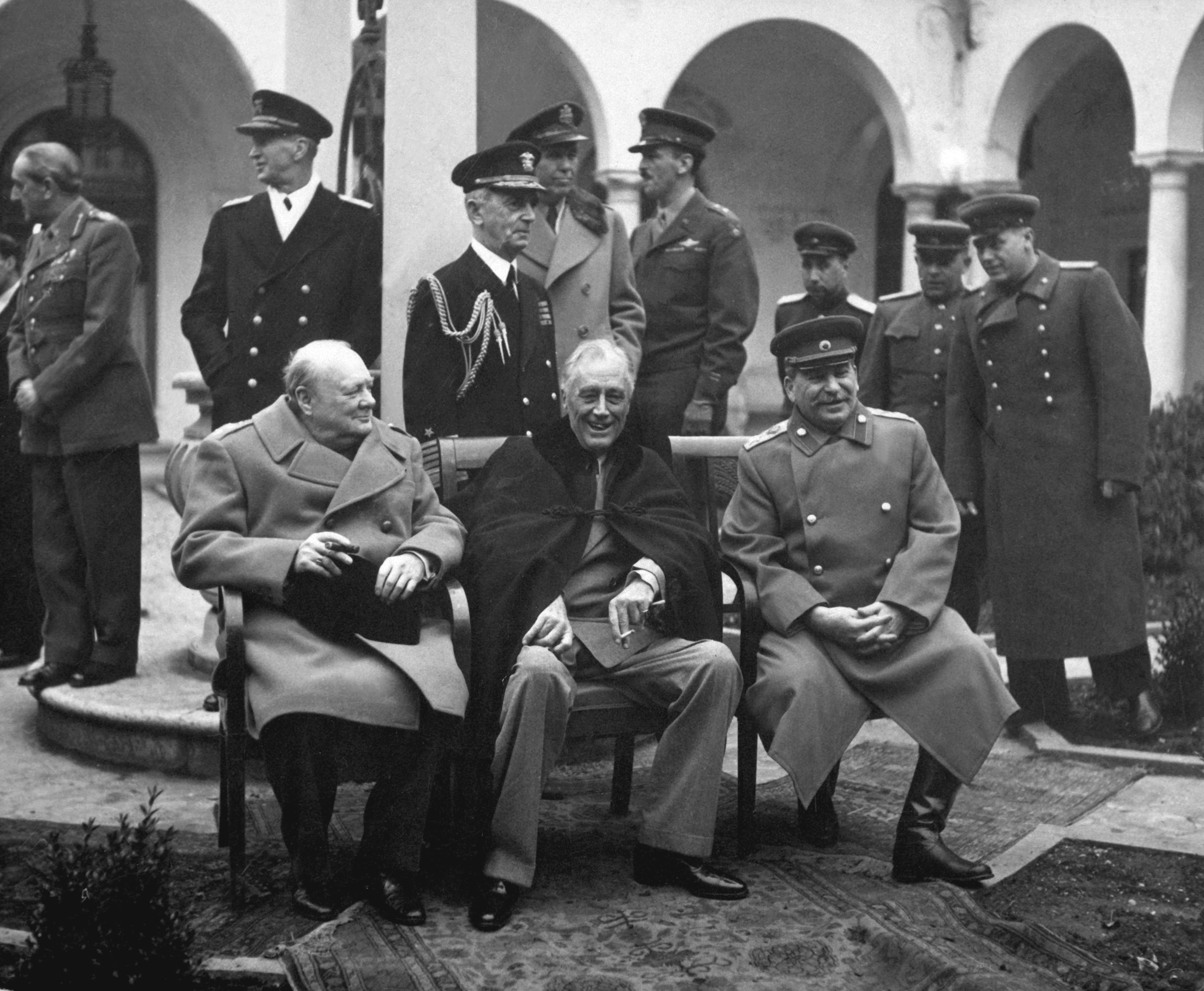
I "Tre Grandi" alla conferenza di Jalta: Winston Churchill, Franklin D. Roosevelt e Iosif Stalin

Con la capitolazione della Germania nazista del maggio 1945 e la resa del Giappone dell'agosto successivo terminò la seconda guerra mondiale. Gli Alleati usciti vincitori erano composti da stati molto diversi tra di loro: se Francia, Regno Unito e Stati Uniti erano stati fondati su un sistema multipartitico con libere elezioni democratiche e dotato di un'economia di mercato basata sul modello capitalista liberale, l'Unione Sovietica era un regime autoritario, monopartitico con economia pianificata di tipo comunista basata sull'ideologia del marxismo-leninismo.
Già durante il conflitto erano emerse alcune incrinature nell'alleanza ma fu alla cessazione delle ostilità che il clima andò progressivamente peggiorando. Due erano i principali punti di attrito tra Stati occidentali e Unione Sovietica. Il primo riguardava le sorti della Germania. Alla conferenza di Jalta del febbraio 1945 era stato deciso che sarebbe stata disarmata e occupata secondo zone: USA e Regno Unito (a cui poi si aggiungerà la Francia) avrebbero controllato le regioni dell'ovest, l'Unione Sovietica quelle dell'est. Anche la capitale Berlino venne divisa in modo analogo. Tuttavia, tale soluzione doveva essere temporanea in attesa di trovare una strategia condivisa per il futuro dell’ex avversario.

Zone di occupazione della Germania alla fine della seconda guerra mondiale

Il secondo riguardava i Paesi dell'Europa dell'est occupati dall'Unione Sovietica nelle prime fasi del conflitto e successivamente durante la marcia verso Berlino. Secondo quanto stabilito a Jalta, questi sarebbero stati soggetti alla sfera di influenza dell'URSS come risarcimento per le enormi perdite materiali e umane patite ma a patto di garantire un sistema democratico per il loro governo. Invece, il leader sovietico Iosif Stalin scelse di trasformare questi stati in Stati satellite appoggiando militarmente i partiti comunisti locali e sopprimendo ogni tentativo di opposizione. Inoltre vennero ricostituiti gli eserciti locali sotto il controllo di Mosca. A tal proposito, l'ex primo ministro britannico Winston Churchill, in un celebre discorso tenuto il 5 marzo 1946 descrisse la situazione affermando che «sul continente da Stettino sul Baltico a Trieste sull'Adriatico una cortina di ferro è scesa attraverso il continente».
Le preoccupazioni nel mondo occidentale nei confronti dell'oramai ex alleato orientale aumentarono ulteriormente quando il diplomatico statunitense a Mosca George Frost Kennan spedì a Washington un "lungo telegramma" con cui accusava l'URSS di “espansionismo ideologico”. L'istituzione del Cominform nel 1947 da parte di Stalin esacerbò ancora di più la tensione. Le iniziali aspettative del presidente statunitense Roosevelt circa una possibile coesistenza pacifica tra le superpotenze suggellata dalla nascita nel 1945 dell'Organizzazione delle Nazioni Unite erano state messe in serio dubbio dagli eventi lasciando spazio ad un clima di reciproco sospetto e timore di un attacco da parte dell'avversario.

### Prime alleanze, gli USA escono dall'isolazionismo

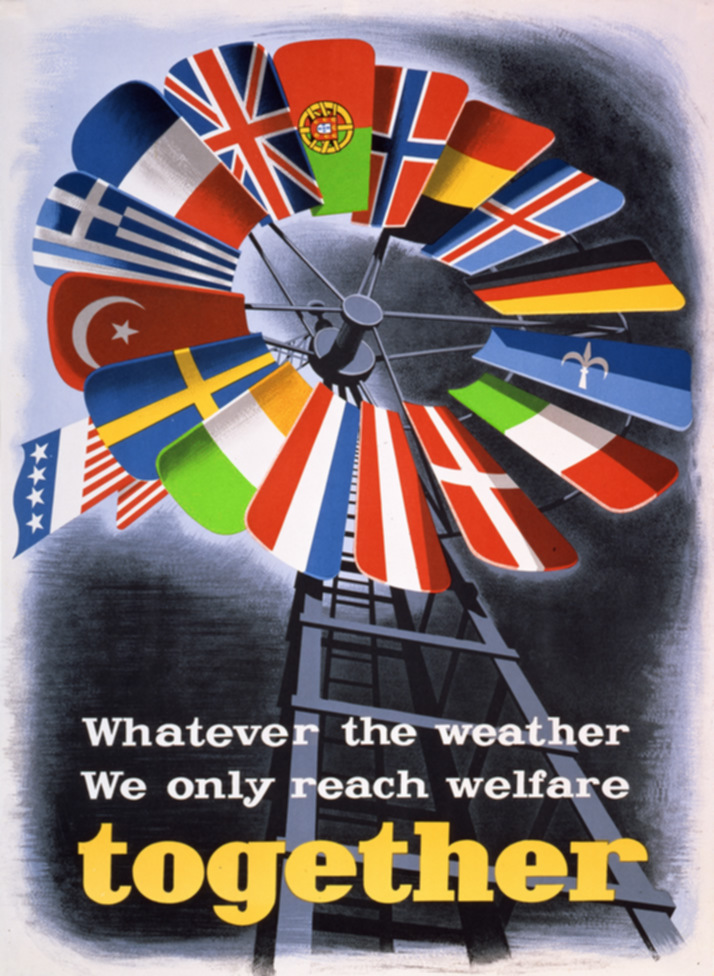
Poster del Piano Marshall, che afferma che: "In qualunque circostanza, si raggiunge il benessere soltanto insieme".

Gli stati dell'Europa occidentale erano consapevoli di non essere in grado di difendersi da soli da una possibile aggressione da parte dell’Unione Sovietica che vantava, seppur con le gravi perdite subite sul fronte orientale, una netta superiorità sugli armamenti convenzionali e sulle truppe di fanteria meccanizzata. Pertanto, l'unica strada percorribile fu quella di unire le proprie risorse militari coalizzandosi. Un primo passo in questo senso avvenne con il trattato di Dunkerque grazie al quale Francia e Gran Bretagna crearono un fronte unico di mutua difesa militare. I nuovi timori successivi al colpo di Stato in Cecoslovacchia del febbraio 1948 accelerarono il processo di canalizzazione: pochi giorni dopo Belgio, Francia, Lussemburgo, Paesi Bassi e Regno Unito firmarono il trattato di Bruxelles.
Nonostante l'allargamento dell'alleanza il divario con l'Unione Sovietica era ancora esistente e agli europei occidentali era chiaro quanto fosse fondamentale poter disporre anche dall'assistenza militare degli Stati Uniti, gli unici che possedevano un arsenale di armi nucleari. Tuttavia la tradizionale politica estera statunitense si basava sull'isolazionismo, un principio risalente ancora a George Washington.
Il mutato scenario internazionale fece riconsiderare questa posizione. Già nel marzo del 1947 il Presidente Truman aveva annunciato una nuova dottrina che faceva del contenimento (containment) dell’espansione comunista il suo punto centrale producendo effetti immediati nelle crisi di Grecia e Turchia. Il mese successivo venne attuato il Piano Marshall attraverso il quale gli Stati Uniti si impegnarono a aiutare la ripresa degli stati europei promuovendo nel contempo il proprio modello economico.
Il definitivo superamento dell'isolazionismo si ebbe nel giugno dell'anno successivo quando il Senato statunitense approvò a grande maggioranza la risoluzione Vandenberg che permetteva al presidente di associare gli Stati Uniti a accordi con Paesi esteri fondati sulla reciprocità e sull'autodifesa. Fu l'atto formale che dette avvio alla costruzione di un sistema di mutua difesa occidentale completo.
Ad accelerare il processo furono comunque, ancora una volta, le azioni intraprese dall'Unione Sovietica. Come conseguenza all'introduzione da parte statunitense del nuovo marco tedesco nei tre settori occidentali della Germania, Stalin ordinò un Blocco di Berlino a partire dal 24 giugno 1948. Come risposta il mondo occidentale organizzò un ponte aereo. La vicenda del blocco di Berlino Ovest fece forte impressione sulle popolazioni occidentali e, di fatto, favorì la decisione di istituire un'alleanza occidentale contro la percepita minaccia sovietica.

### La firma del Patto atlantico

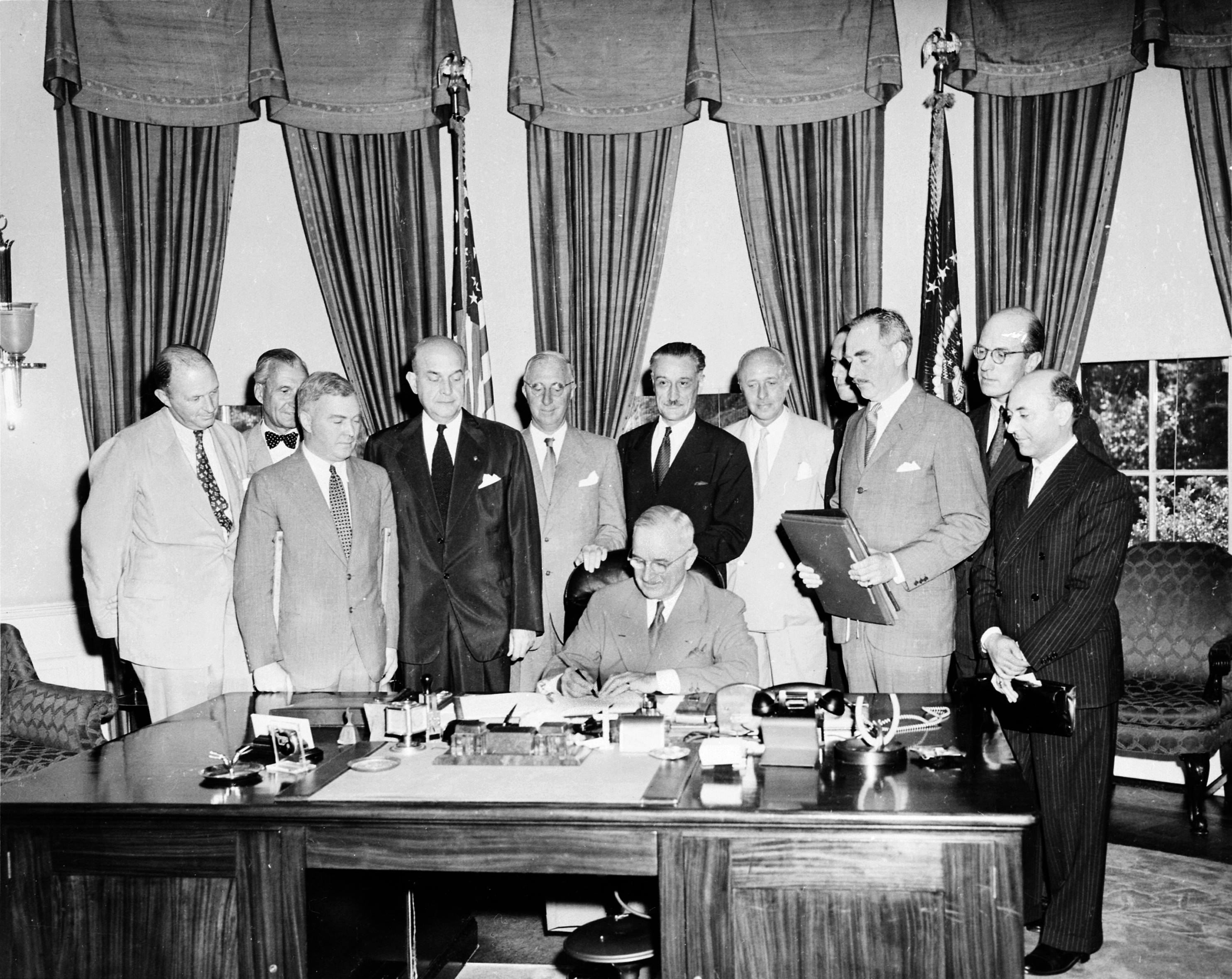
Il presidente Truman firma il Trattato Nord Atlantico nello Studio Ovale

Mentre il blocco di Berlino continuava (sarà tolto solo nel maggio 1949) a luglio iniziarono i colloqui per giungere ad una partecipazione statunitense alla difesa comune europea. I negoziati giunsero a conclusione il 4 aprile 1949 con la firma a Washington del Patto Atlantico a cui aderirono Stati Uniti, Gran Bretagna, Canada, Francia, Belgio, Paesi Bassi, Lussemburgo, Portogallo, Italia, Norvegia, Islanda e Danimarca, ed entrò in vigore il 24 agosto 1949. Con la firma i membri si impegnavano a saldare i propri legami, a preservare la pace, a proteggere le proprie istituzioni e i propri valori liberali e democratici, a unire gli sforzi per la "difesa collettiva" secondo quanto disposto dall'articolo 5:
La ratifica da parte dei parlamenti nazionali fu assai veloce anche se vi furono contestazioni in Italia e in Francia da parte dei rispettivi partiti comunisti locali. La Svezia, invitata a partecipare, rifiutò per preservare la sua storica neutralità. Forti proteste vennero da parte dell'Unione Sovietica.
I mesi successivi alla firma del patto furono carichi di tensione: il 29 agosto 1949 l'Unione Sovietica fece esplodere il suo primo ordigno nucleare, in autunno venne proclamata la Repubblica Popolare Cinese e nel giugno dell'anno successivo i comunisti nordcoreani invasero il sud filo-statunitense dando inizio alla guerra di Corea.
Tutti questi avvenimenti spinsero i firmatari del Patto Atlantico a realizzare concretamente le strutture militari previste dagli accordi con gli Stati Uniti che assunsero fin da subito il ruolo di protagonisti.
Entro l'anno successivo era pienamente operativa l'"Organizzazione del Trattato dell'Atlantico del Nord" (NATO) nella forma di un'alleanza militare dotata di truppe permanenti.

### Gli anni della guerra fredda

#### Primi anni

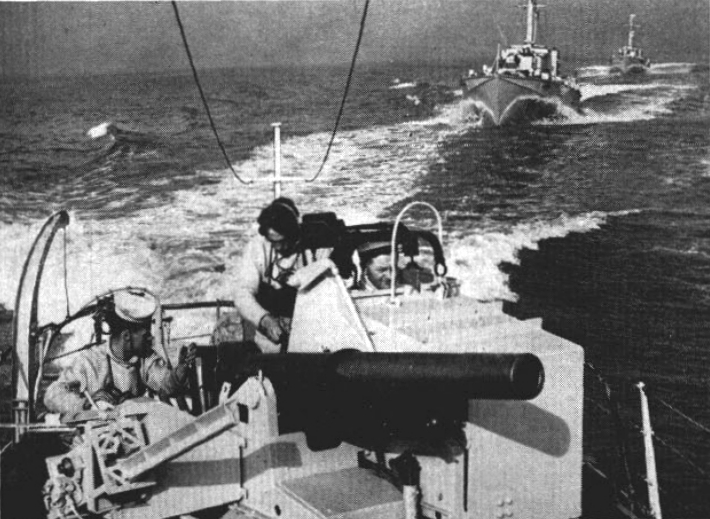
Marinai impegnati nell'esercitazione Mainbrace

Nel settembre 1952 si tenne l'operazione Mainbrace, la prima grande esercitazione navale della NATO, che simulava la difesa di Danimarca e Norvegia e vide impiegate 200 navi e oltre 50000 uomini. Nei successivi cinque anni seguirono altre imponenti esercitazioni con scenari diversi che andavano dalle operazioni anfibie, a quelle combinate aeree-navali-terrestri, alla preparazione per una eventuale guerra atomica coinvolgendo le forze armate di tutti i paesi membri dell'organizzazione. Nel 1952 anche Grecia e Turchia entrarono a far parte della NATO. Mentre tutto ciò avveniva alla luce del sole, segretamente venivano istituite organizzazioni paramilitari stay-behind, tra cui l'operazione Gladio, con lo scopo di realizzare la resistenza nel caso di successo di una eventuale invasione sovietica.
Negli stessi anni continuarono, in seno all'alleanza, le riflessioni riguardanti la cronica inferiorità nelle forze convenzionali rispetto all'Unione Sovietica. Sebbene nel dicembre 1951 la NATO fosse in grado di schierare 35 divisioni in Europa centrale, circa il triplo delle sue capacità di soli 2 anni prima, queste non sarebbero state certamente in grado di fronteggiare le 140 che si riteneva potesse mettere in campo l'URSS. Questo tema venne affrontato in particolare ad un summit tenutosi a Lisbona nel febbraio del 1952; la strategia decisa di aumentare le forze non si dimostrò attuabile per le difficoltà di bilancio accusate dai paesi dell'alleanza. La nuova amministrazione Eisenhower scelse di rafforzare l'arsenale nucleare per perseguire la dottrina della "rappresaglia massiccia" secondo la quale gli Stati Uniti avrebbero risposto con ogni mezzo, anche atomico, e senza proporzione a qualsiasi attacco sovietico anche di modesta entità. Tale strategia, ideata dal segretario di stato John Foster Dulles, venne chiamata "New Look" e presentata nel gennaio 1954. La NATO inevitabilmente fu fortemente coinvolta in questa nuova strategia e anche per la difesa europea le armi nucleari, sia tattiche che strategiche, divennero protagoniste. Tuttavia, se da una parte i paesi dell'Europa occidentale potevano contare sull'impegno statunitense, il quasi esclusivo monopolio di questi ultimi sugli armamenti atomici rese la NATO fortemente dipendente dalle loro scelte.

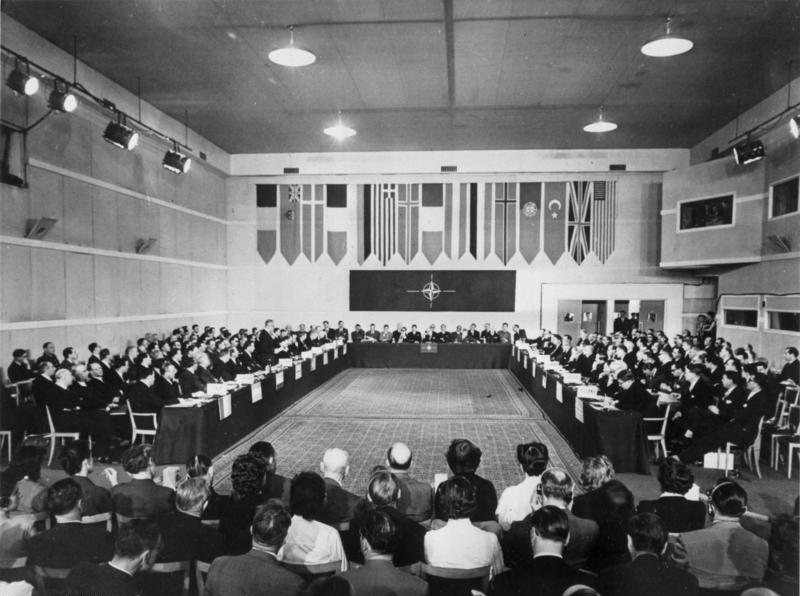
Formalizzazione dell'entrata della Germania dell'Ovest nella NATO (1955)

L'ingresso della Germania Ovest nell'organizzazione il 9 maggio 1955 fu descritto da Halvard Lange, allora ministro degli Esteri norvegese, come «una svolta decisiva nella storia del nostro continente». Uno dei motivi principali di questa scelta era di poter contare sulle risorse umane e materiali tedesche per costituire forze convenzionali sufficienti a resistere a una possibile invasione sovietica. All'ingresso della Repubblica Federale Tedesca l'Unione Sovietica rispose immediatamente con l'istituzione del Patto di Varsavia, un'alleanza militare tra gli Stati socialisti del blocco orientale (Ungheria, Cecoslovacchia, Polonia, Bulgaria, Romania, Albania e Germania dell'Est, oltre che Unione Sovietica) delineando così i due fronti opposti della guerra fredda: blocco occidentale e blocco orientale.
Nell'autunno 1957 si svolsero contemporaneamente tre grandi esercitazioni congiunte: l'operazione Counter Punch, l'operazione Strikeback e l'operazione Deep Water, che coinvolsero oltre 250000 uomini, 300 navi e 1500 aerei.

#### Risposta flessibile e crisi dei missili di Cuba

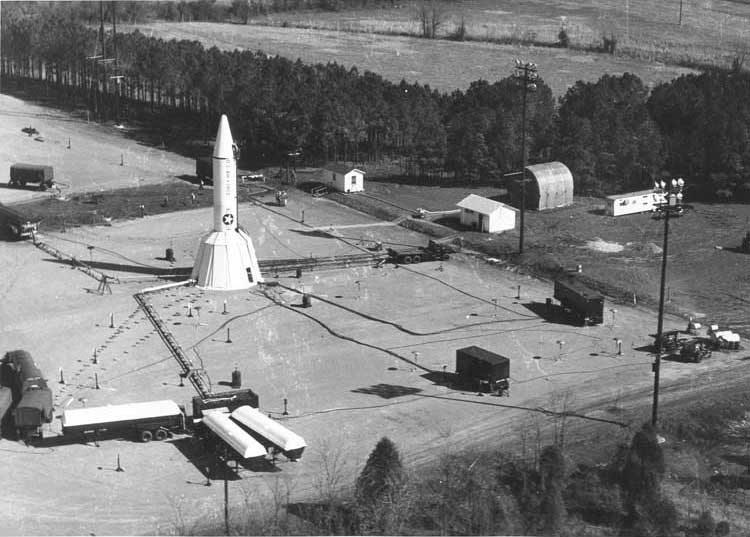
Una installazione di missili PGM-19 Jupiter

Il rafforzamento militare della NATO spinse l'Unione Sovietica, che dal 1949 si era dotata anche lei di armi nucleari, ad accrescere i suoi arsenali in una vera e propria corsa agli armamenti. Di conseguenza, la consapevolezza che una guerra totale tra i due blocchi, entrambi in grado di disporre di ingenti risorse militari e soprattutto di un arsenale atomico, portò l'amministrazione Kennedy, al governo degli USA dal gennaio 1961, ad elaborare nuove strategie per gli Stati Uniti e per la NATO. Venne così adottata la dottrina della risposta flessibile al posto della rappresaglia massiccia perseguita dalla precedente amministrazione Eisenhower.
L'alleanza atlantica ricevette un duro colpo quando nell'autunno del 1962 scoppiò la crisi dei missili di Cuba, probabilmente il momento di maggior tensione di tutta la guerra fredda. Nel prendere le decisioni più critiche il presidente John Kennedy scelse di non consultarsi con gli alleati e anche il compromesso che permise la risoluzione della crisi, la rimozione dei missili Jupiter da Turchia e Italia, venne presa unilateralmente. La crisi aveva però dimostrato di quanto il contesto che il mondo viveva fosse pericoloso. Pertanto iniziò a delinearsi l'idea di una «coesistenza pacifica» tra le due superpotenze che «cercarono di trovare delle regole di collaborazione reciproca e di stabilizzazione nell'arena internazionale». In ogni caso negli anni seguenti si raggiunse il numero maggiore di forze NATO, passando dai 907000 uomini nel 1960 al 1089000 nel 1965.

#### Parziale ritiro della Francia

Basi NATO in Francia prima che il presidente Charles de Gaulle ritirasse il Paese dal comando militare integrato

Già da tempo il presidente francese Charles de Gaulle aveva reso pubbliche le sue rimostranze riguardo al ruolo eccessivamente forte che gli Stati Uniti ricoprivano all'interno dell'organizzazione e del loro rapporto "speciale" con il Regno Unito. In un memorandum inviato il 17 settembre del 1958 al presidente statunitense Dwight Eisenhower e al primo ministro britannico Harold Macmillan aveva proposto una direzione tripartita, che avrebbe messo la Francia su un piano di parità con gli altri due Stati.
Considerando la risposta ottenuta insoddisfacente, de Gaulle iniziò a costruire una forza di difesa indipendente per il suo Paese. Voleva dare alla Francia, in caso di una possibile invasione da parte della Germania Est del territorio della Germania Ovest, la possibilità di giungere a una pace separata con il blocco orientale invece di essere trascinata in una guerra più ampia tra la NATO e il Patto di Varsavia. Nel febbraio 1959, la Francia ritirò la sua flotta mediterranea dal comando della NATO, e in seguito vietò il dislocamento di armi nucleari straniere sul suolo francese.
Sebbene la Francia avesse mostrato solidarietà con il resto della NATO durante la crisi dei missili di Cuba, de Gaulle continuò la sua ricerca di una difesa indipendente sottraendo le flotte francesi dell'Atlantico e del Canale della Manica dal comando della NATO. Nel 1966, tutte le forze armate francesi furono rimosse dal comando militare integrato della NATO e a tutte le truppe NATO non francesi fu chiesto di lasciare la Francia. Il ritiro costrinse il trasferimento del Comando supremo delle potenze alleate in Europa da Rocquencourt, vicino a Parigi, a Casteau, in Belgio. La Francia rimase comunque un membro dell'alleanza impegnandosi nella difesa dell'Europa da un possibile attacco del Patto di Varsavia con le proprie forze; una serie di accordi segreti tra funzionari statunitensi e francesi, gli accordi Lemnitzer-Ailleret, descrivevano in dettaglio come le forze francesi si sarebbero ricongiunte nella struttura di comando della NATO se fossero scoppiate le ostilità. Tale situazione rimase invariata fino al 2009 quando, in occasione del vertice di Strasburgo-Kehl, la Francia annunciò il suo ritorno alla piena partecipazione all'Organizzazione.

#### Distensione e escalation

Paesi aderenti alla NATO (in blu) e al Patto di Varsavia (in rosso) nel 1973.

I rischi di una possibile guerra nucleare portarono le due superpotenze, a partire dai primi anni 1970, perseguire una politica di "distensione"  aiutata dal progetto di Ostpolitik intrapreso dal cancelliere della Repubblica Federale Tedesca Willy Brandt di normalizzazione dei rapporti con la Repubblica Democratica Tedesca.
Tuttavia, alla fine del decennio la situazione tornò ad incrinarsi. Tra il 1976 e il 1977 l'Unione Sovietica iniziò un programma di ammodernamento dei suoi missile balistici a raggio intermedio SS-16 con i SS-20 notevolmente superiori agli MGM-31 Pershing dislocati a protezione della Germania Ovest. Come risposta, il presidente statunitense Jimmy Carter dette ordine di intraprendere a loro volta un aggiornamento dei propri sistemi missilistici sebbene, nel contempo, avesse avviato colloqui con l'URSS per giungere ad un accordo che limitasse tale escalation. Tuttavia, l'invasione sovietica dell'Afghanistan, iniziata nel 1979, innalzò ulteriormente la tensione. Così, gli Stati Uniti, a seguito di un accordo con i membri della NATO, schierarono in Europa occidentale 464 missili da crociera BGM-109 Tomahawk in grado di trasportare anche testate nucleari, dando così prova della ferrea volontà statunitense di continuare a sostenere l'Organizzazione Atlantica.
Nel 1980 la Grecia fece ritorno nel comando militare dell'alleanza dopo che le aveva ritirate, sei anni prima, come protesta per l'invasione turca di Cipro. Nel maggio del 1982 anche la neo-democratica Spagna fece il suo ingresso nella NATO, confermato da un referendum nel 1986, seppur non partecipando alla struttura militare integrata. A questo punto la NATO contava 16 nazioni partecipanti che mettevano in campo una forza di circa 5252800 militari attivi, tra cui ben 435000 statunitensi sotto una struttura di comando che arrivò a contare oltre 78 quartier generali.
Durante la presidenza di Ronald Reagan, iniziata nel 1981, gli Stati Uniti aumentarono considerevolmente le spese militari, sia riguardo alle armi convenzionali che quelle nucleari. L'avvio del programma denominato Strategic Defense Initiative (conosciuto come "scudo spaziale) suscitò vive proteste da parte sovietica ma finì per scontentare anche gli alleati della NATO in quanto gli Stati Uniti intendevano dotarsi di un sistema che avrebbe protetto il proprio territorio dalla minaccia dei missili sovietici senza difendere quello europeo. Inoltre, Reagan aveva avanzato la proposta di togliere tutti i missili dislocati in Europa in cambio dello smantellamento da parte sovietica dei loro missili a gittata intermedia; un chiaro segnale di una volontà statunitense di disimpegnarsi dalla NATO.

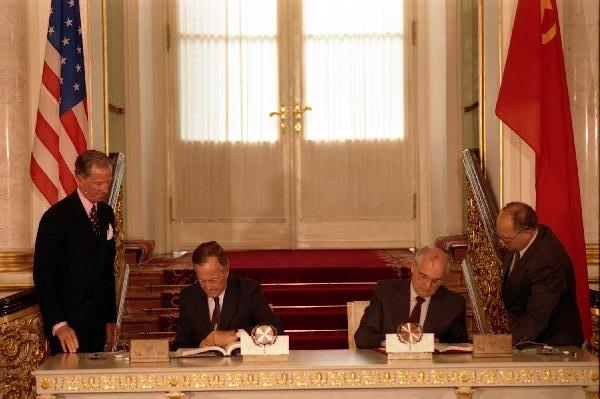
Firma del tratto START I

L'aggressiva politica di Reagan ebbe come effetto l'aggravarsi della già difficile situazione economica in cui versava l'Unione Sovietica che si era trovata costretta a rincorrere gli statunitensi nella nuova corsa agli armamenti. Ciò spinse il nuovo presidente sovietico, Michail Gorbačëv, ad intavolare con gli USA trattative finalizzate alla riduzione dei rispettivi arsenali nucleari e convenzionali; «con l'Unione Sovietica che si stava disfacendo fu più facile per gli europei accettare l'opzione zero sugli euro-missili». Un passo decisivo in questo senso avvenne nel 1990 con la firma del trattato START I che prevedeva la riduzione del 50% della armi nucleari strategiche. Il processo di dissoluzione dell'Unione Sovietica si concluse formalmente alla fine del 1991 ma già due anni prima era caduto il muro di Berlino, l'anno precedente vi era stata la riunificazione tedesca e la nuova Germania era entrata a far parte della NATO mentre le rivoluzioni del 1989 avevano portato la democrazia nei Paesi dell'est: la guerra fredda era finita e il Patto di Varsavia era stato sciolto, la NATO si trovava a dover rivalutare la sua natura, la sua strategia e i suoi obiettivi.

### Dalla caduta del muro di Berlino a oggi

#### Adattamento al nuovo contesto
Con la dissoluzione dell'Unione Sovietica venne di fatto a mancare la principale ragione di esistenza della NATO. Così, come è stato fatto notare, essa «nell'arco di poco più di un anno, passò dal ragionare su come gestire le armi necessarie per un'ipotetica guerra nucleare al formulare ipotesi su cosa cambiare per mantenersi in vita». Il mondo post-guerra fredda appariva molto più complesso con diverse regioni precedentemente parte dell'URSS, spesso ricche di materie prime, che si trovavano in un clima di forte instabilità politica. La fine dell'URSS aveva «liberato tutte le forze, le fratture, le tensioni e gli interessi che prima erano taciuti a causa della logica bipolare o da questa imbavagliati». Il conflitto arabo-israeliano, il terrorismo internazionale, le problematiche legate agli approvvigionamenti energetici, la diffusione di armi di distruzione di massa erano tutti temi che destavano preoccupazione negli stati occidentali. Soprattutto per questo i membri della NATO, ed in particolare gli Stati Uniti, vollero mantenere in vita l'Organizzazione adattandola ai nuovi contesti.
Il primo segnale del mutamento degli scenari si ebbe nel 1990 con la firma a Parigi del trattato sulle forze armate convenzionali in Europa tra la NATO e i paesi dell'oramai ex Patto di Varsavia, con cui si stabilì un sostanziale equilibrio fra armi convenzionali e armamenti tra i firmatari. Contestualmente la NATO iniziò una graduale espansione includendo i paesi dell'Europa centrale e orientale, estendendo le sue attività a contesti politici e umanitari che fino ad allora non erano stati presi in considerazione.
Al vertice di Roma del 1991 vennero dichiarati i nuovi compiti che l'Alleanza si prefiggeva e che poi saranno ufficialmente approvati nel vertice di Washington del 24 aprile 1999. Nei documenti si legge che «l'Alleanza non si considera avversaria di nessun paese», «l'Alleanza vincola in un approccio ampio alla sicurezza che riconosce, in aggiunta alla necessaria dimensione della difesa, l'importanza dei fattori politici, economici, sociali e ambientali». Sulla base di questi principi la NATO iniziò ad essere investita di nuovi compiti considerati parte fondamentale di un processo di pacificazione globale, tra cui la guerra al terrorismo, la limitazione della proliferazione delle armi nucleari, chimiche, batteriologiche, la promozione del benessere sociale, il rispetto dei diritti umani e lo sviluppo della democrazia.
Come conseguenza delle nuove prospettive anche la dottrina militare subì dei profondi mutamenti. Le armi atomiche, protagoniste della guerra fredda come deterrente, assunsero un ruolo di secondo piano come ultima risorsa per far fronte ad una minaccia di un qualsiasi stato. Contestualmente venne posta maggior attenzione verso forze convenzionali flessibili da utilizzarsi in diversi contesti operativi e geografici come operazioni di sminamento, tutela dei rifugiati, disastri ambientali, missioni di peacekeeping e peacemaking.

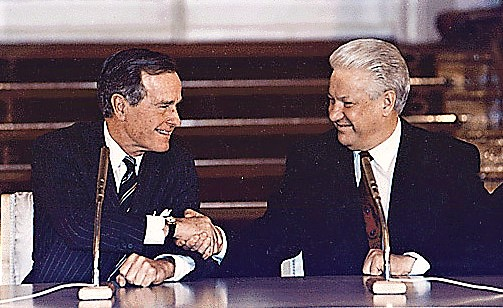
George H. W. Bush e Boris Yeltsin firmano il trattato START II nella Vladimir Hall del Cremlino a Mosca

Questo comportò una radicale diminuzione dell'arsenale nucleare dislocato in Europa. Con il trattato START II del 1993 le testate strategiche posizionate nel Vecchio Continente passarono da 10000 a circa 2000-3000 mentre già l'anno prima quelle tattiche erano state ridotte dell'80% rispetto agli anni precedenti alla caduta del muro di Berlino; restavano negli arsenali europei solo le bombe nucleari trasportate dagli aerei, mentre i missili superficie-superficie e terra-aria vennero dismessi. Anche le forze convenzionali subirono una riduzione pari a circa il 35% per quanto riguarda quelle terrestri, oltre il 30% di quelle navali e il 40% quelle aeree.
Tra il 1994 e il 1997 vennero istituiti alcuni programmi di cooperazione consistenti in forum internazionali finalizzati a creare un clima di maggior fiducia tra la NATO e gli altri stati che non ne facevano parte. Tra questi, il Partenariato per la pace costituito ufficialmente nel gennaio 1994, l'iniziativa del Dialogo Mediterraneo lanciato nel 1995 e il Partenariato Euro-Atlantico creato nel maggio del 1997. Nel 1998 è stato istituito il Consiglio congiunto permanente NATO-Russia.

#### Allargamento a est
Il primo allargamento della NATO dalla caduta del Muro di Berlino giunse con la riunificazione tedesca del 3 ottobre 1990, quando l'ex Germania dell'Est entrò a far parte della Repubblica Federale Tedesca e quindi dell'alleanza. Per ottenere l'approvazione sovietica di una Germania unita e parte della NATO, fu concordato che truppe straniere e armi nucleari non sarebbero state dislocate a est.

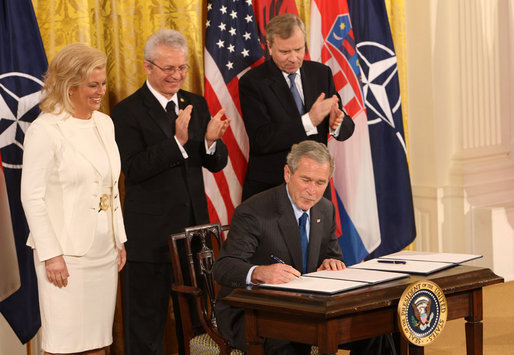
Il presidente statunitense George W. Bush insieme all'ambasciatore croato, all'ambasciatore albanese al segretario generale della NATO firma i protocolli di adesione alla NATO a sostegno di Croazia e Albania, 24 ottobre 2008

L'8 luglio 1997, tre ex Paesi del blocco sovietico (Ungheria, Repubblica Ceca e Polonia) vennero invitati ad aderire alla NATO e tutti accettarono: la scelta ungherese fu approvata con un referendum in cui l'85,3% degli elettori si espresse a favore. Questo allargamento ricevette diversi sostegni ma anche aspre critiche da parte di alcuni politologi statunitensi che lo definirono un «errore politico di proporzioni storiche». Secondo il diplomatico George Frost Kennan, fautore della politica del "contenimento" durante la presidenza Truman nella seconda metà degli anni 1940, questa decisione avrebbe potuto «avere un effetto negativo sullo sviluppo della democrazia russa; ripristinando l'atmosfera della guerra fredda a est nelle relazioni con l'Occidente, spingendo la politica estera russa in direzioni decisamente non di nostro gradimento».
Nonostante i dubbi tra gli occidentali e le proteste a est, l'allargamento continuò coinvolgendo altri sette paesi dell'Europa centrale e orientale. Estonia, Lettonia, Lituania, Slovenia, Slovacchia, Bulgaria e Romania vennero invitati per la prima volta ad avviare i colloqui di adesione durante il vertice di Praga del 2002 ed entrarono a far parte della NATO nel marzo 2004.

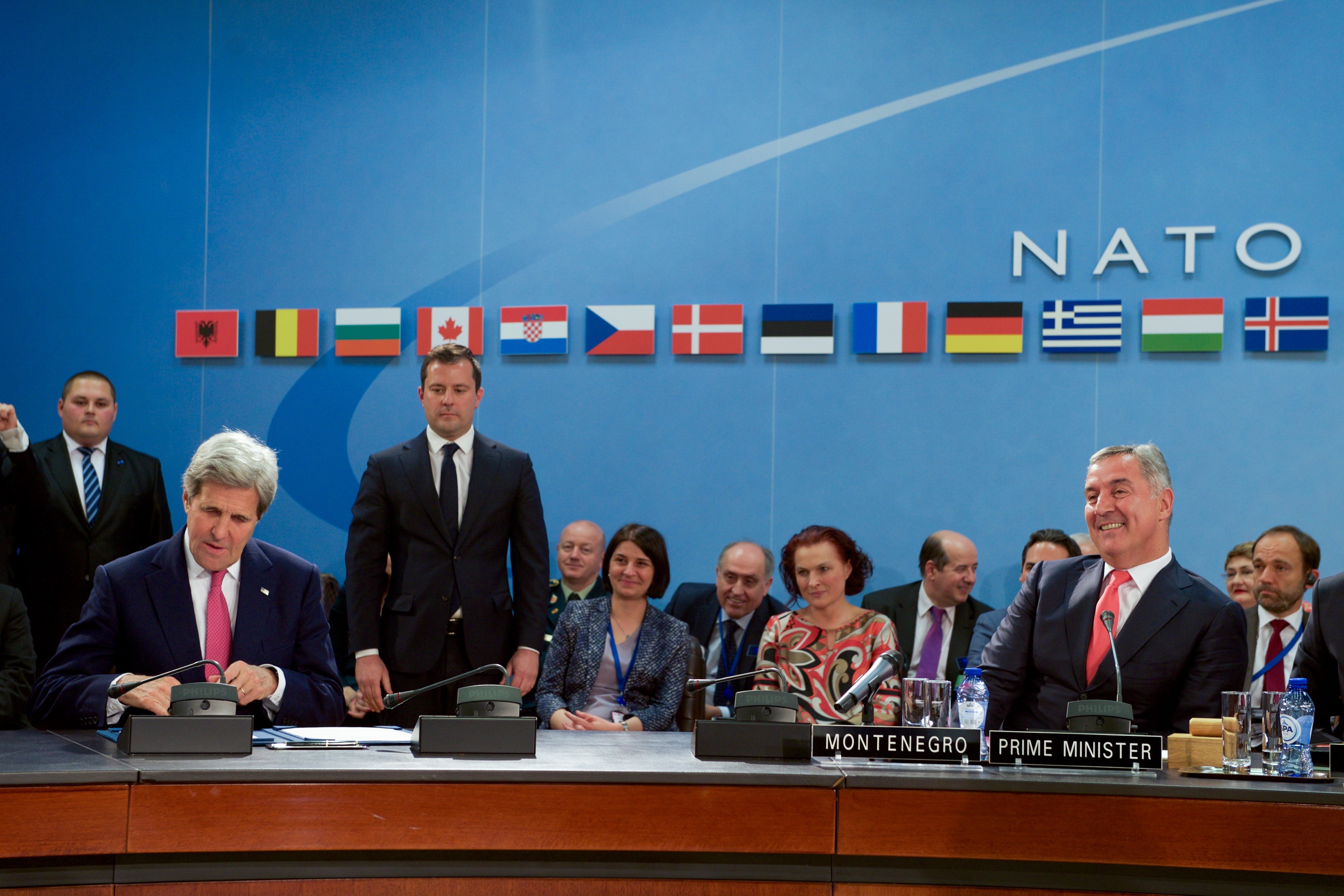
Il primo ministro del Montenegro Milo Đukanović firma il protocollo di adesione al vertice NATO del 2016

Nel 2008, al vertice di Bucarest (Romania), la NATO acconsentì all'adesione di Croazia e Albania, avvenuta ufficialmente nell'aprile successivo. Nella stessa occasione venne dichiarato che anche Ucraina e Georgia avrebbero potuto farne parte. Tale dichiarazione suscitò aspre critiche da parte della Federazione Russa, così come le suscitarono i piani, iniziati già nel 2002, di installazione di un sistema di difesa missilistica in Polonia e Repubblica Ceca.
Il 5 giugno 2017, tra le forti obiezioni della Federazione Russa, il Montenegro è diventato il 29° membro della NATO, mentre il 27 marzo 2020 la Macedonia del Nord ne è diventata il 30° membro dopo che una disputa con la Grecia sul suo nome era stata risolta. Tra 2023 e 2024 infine vi sono stati gli ingressi di Finlandia e Svezia.

#### Riorganizzazione negli anni 2000 e nuove prospettive
Nell'ambito della ristrutturazione della NATO, la sua struttura militare venne ridotta e riorganizzata. Nel 1997, la NATO raggiunse un accordo su un significativo ridimensionamento della sua struttura di comando passando da 65 quartier generali a 20.
Nel 2001, in seguito agli attacchi dell'11 settembre, per la prima volta venne invocato dagli Stati Uniti l'articolo 5 del Trattato Atlantico.

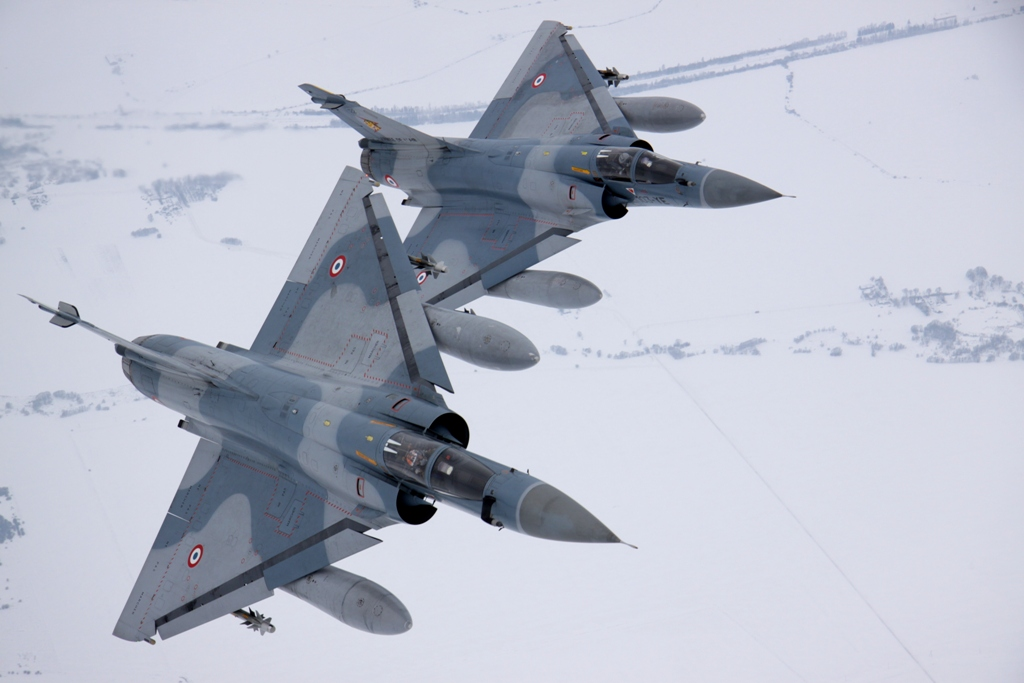
Due caccia Dassault Mirage 2000 dell'aeronautica francese impegnati nella missione NATO Baltic Air Policing

Al vertice di Praga del 2002, il primo a tenersi in un paese precedentemente membro del Consiglio di mutua assistenza economica (Comecon), venne istituito la NATO Response Force, un corpo di risposta rapida, agli ordini del Comando supremo delle potenze alleate in Europa. Nel giugno dell'anno successivo venne intrapresa un'ulteriore ristrutturazione dei comandi militari con l'abolizione del quartier generale del Comandante supremo alleato dell'Atlantico e l'istituzione dell'Allied Command Transformation (ACT), a Norfolk negli Stati Uniti, mentre il Comando supremo delle potenze alleate in Europa divenne il quartier generale delle operazioni del comando alleato (ACO). Nel marzo 2004, durante il vertice di Istanbul, venne dato inizio alla Baltic Air Policing attraverso la quale venne sostenuta la sovranità di Lettonia, Lituania ed Estonia attraverso la fornitura di caccia a reazione per rispondere a qualsiasi intrusione aerea indesiderata. Sempre a Istanbul la NATO varò l'Iniziativa di cooperazione di Istanbul con quattro nazioni del Golfo Persico.
Durante il vertice di Riga del 2006 si porta all'attenzione la questione relativa alla sicurezza energetica. È stato il primo vertice della NATO tenutosi in un paese, la Lettonia, precedentemente parte dell'Unione Sovietica. Il 4 aprile 2009 la Francia fece ritorno alla piena adesione dell'organizzazione compreso il rientro nella struttura di comando militare della NATO mantenendo, tuttavia, un deterrente nucleare indipendente.
Nel 2009, il presidente degli Stati Uniti Barack Obama ha proposto all'alleanza di utilizzare il sistema Aegis di combattimento integrato per unità navali. Venne, inoltre annunciato, che la NATO avrebbe mantenuto anche lo status quo nel suo deterrente nucleare in Europa potenziando le capacità di puntamento delle bombe nucleari "tattiche" B-61 dispiegandole sul più avanzato caccia Lockheed Martin F-35 Lightning II. Il 15 giugno 2016, la NATO ha riconosciuto ufficialmente la guerra informatica alla stregua della guerra terrestre, navale e aerea; ciò significa che qualsiasi attacco informatico ai membri dell'alleanza potrebbe far invocare l'articolo 5 del Patto Atlantico. Allo stesso modo, il 4 dicembre 2019, la NATO ha incluso anche la guerra spaziale.

#### Conflitti in Ucraina e Siria
Nel 2014, l'annessione della Crimea alla Russia ha portato le nazioni della NATO ad esprimere una forte condanna con la Polonia che ha invocato l'articolo 4 durante gli incontri di vertice. Al vertice del Galles del 2014, i leader degli Stati membri si sono formalmente impegnati per la prima volta a spendere l'equivalente di almeno il 2% del loro prodotto interno lordo per la difesa entro il 2024, un valore precedentemente indicato solamente come una linea guida informale. Nel febbraio 2015, la NATO si è impegnata a formare una nuova forza di 5000 soldati nelle basi in Estonia, Lituania, Lettonia, Polonia, Romania e Bulgaria.
Successivamente all'offensiva turca nella Siria nordorientale del 2019, all'intervento della Turchia in Libia e della disputa sulle zone marittime tra Cipro e Turchia, vi sono stati chiari segnali di un possibile scisma tra la Turchia e gli altri paesi membri della NATO. Il 1º agosto 2018, il Dipartimento del Tesoro degli Stati Uniti ha sanzionato due alti ministri del governo turco coinvolti nella detenzione del pastore statunitense Andrew Brunson. Come risposta, il presidente turco Recep Tayyip Erdoğan ha affermato che il comportamento degli Stati Uniti costringerà il suo paese a cercare nuovi amici e alleati. La disputa Stati Uniti-Turchia sembra essere una delle più gravi crisi diplomatiche tra gli alleati della NATO da anni.

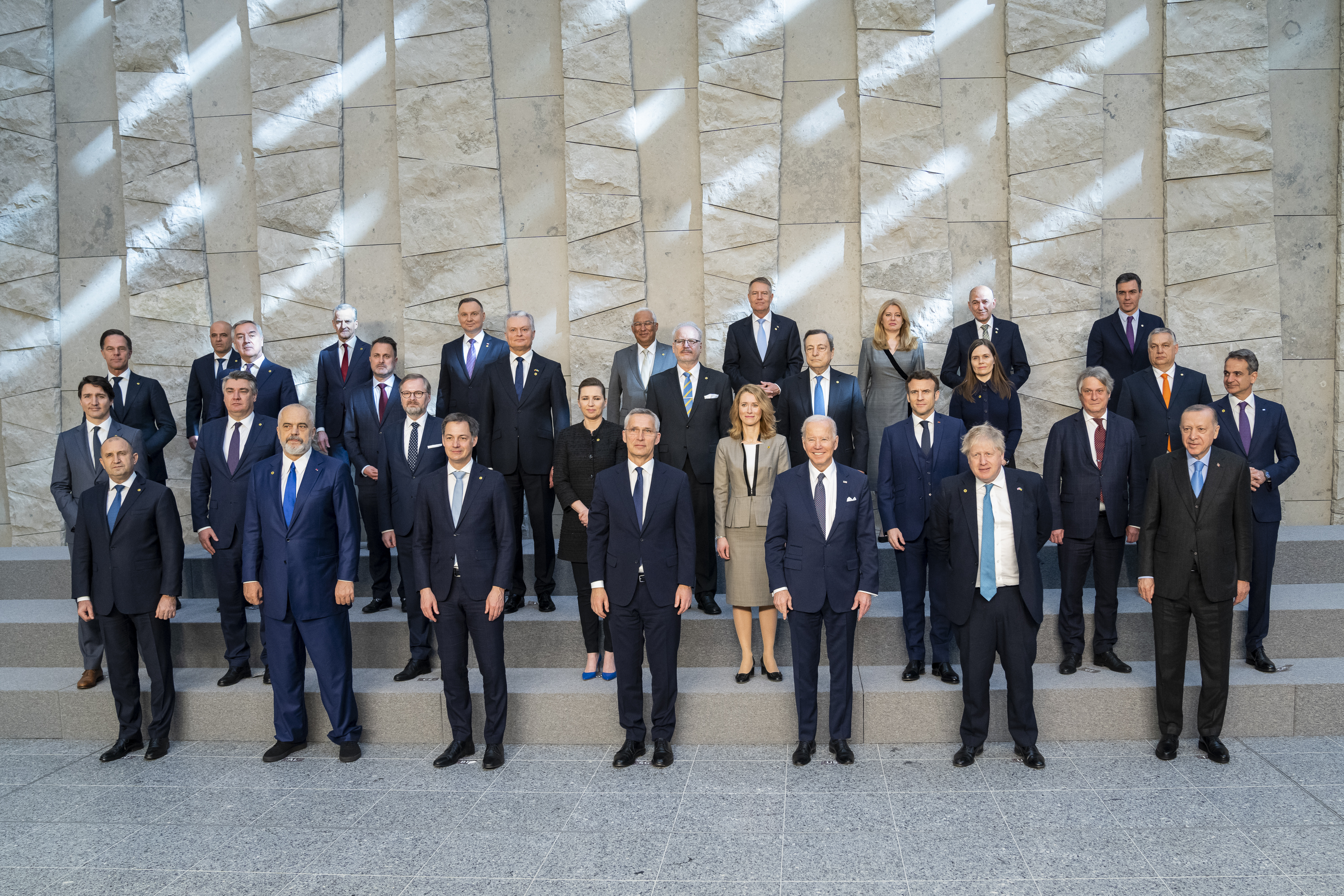
Foto di gruppo dei capi di Stato e di governo dei 31 Paesi della NATO, in occasione del meeting speciale tenutosi il 24 marzo 2022, per discutere in merito all'invasione russa dell'Ucraina

L'invasione russa dell'Ucraina del 2022 ha portato otto paesi della NATO - Bulgaria, Repubblica ceca, Estonia, Lettonia, Lituania, Polonia, Romania e Slovacchia - ad applicare l'articolo 4. Il Consiglio Nord Atlantico ha reso pubblica una dichiarazione in cui ha condannato l'invasione «nei termini più duri possibili». Elementi della NATO Response Force sono stati attivati per la prima volta nella storia dell'organizzazione. A marzo, i leader dei membri della NATO si sono incontrati a Bruxelles per un vertice straordinario che ha coinvolto anche i rappresentanti dei paesi del G7 e dell'Unione europea. In quell'occasione la NATO ha deciso di dispiegare quattro gruppi tattici aggiuntivi in Bulgaria, Ungheria, Romania e Slovacchia mentre la portaerei USS Harry S. Truman, insieme al suo gruppo d'attacco, è stata posti sotto il Naval Striking and Support Forces NATO, la prima volta che un intero gruppo di attacco di una portaerei statunitense è stata messa sotto il comando della NATO dalla guerra fredda. Come diretta conseguenza dell'invasione, sia la Svezia che la Finlandia hanno presentato domanda di adesione nel giugno 2022; la Finlandia ha aderito il 4 aprile 2023 e la Svezia l'11 marzo 2024.
Nel giugno 2024 Jens Stoltenberg ha dichiarato che la NATO è un'alleanza nucleare e che sarà incrementato il numero di testate schierate in stand-by per far fronte alla minaccia russa e cinese.

## Missioni

### Prime operazioni
Nessuna operazione militare è stata condotta dalla NATO durante la guerra fredda. Le prime operazioni, denominate Anchor Guard e Ace Guard, condotte rispettivamente nel 1990 e nel 1991, furono provocate dall'invasione irachena del Kuwait. In tali contesti vennero inviati aerei di allerta precoce per fornire protezione aerea della Turchia sud-orientale e, successivamente, venne dispiegata nell'area anche una forza di reazione rapida.

### Intervento in Bosnia ed Erzegovina

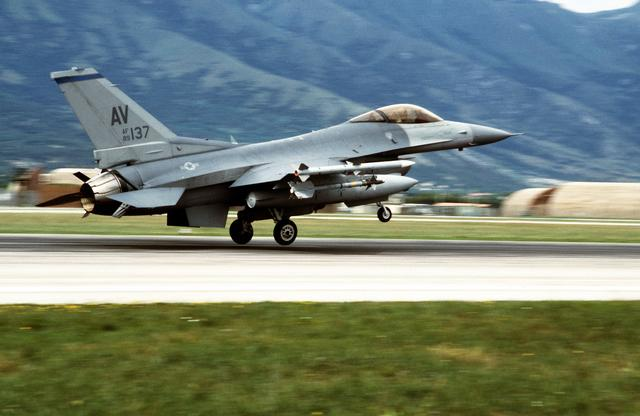
Aerei della NATO impegnati in bombardamenti aerei durante l'operazione Deliberate Force dopo il massacro di Srebrenica

La guerra in Bosnia ed Erzegovina ebbe inizio nel 1992 come conseguenza della dissoluzione della Jugoslavia. Il deterioramento della situazione portò alla risoluzione 816 del Consiglio di sicurezza delle Nazioni Unite del 9 ottobre 1992 con cui venne istituita una ‘’no-fly zone’’ su tutta la Bosnia-Erzegovina centrale e dal 12 aprile dell’anno seguente la NATO iniziò a far rispettare con l'avvio dell'operazione Deny Flight. Da giugno 1993 a ottobre 1996, l'operazione Sharp Guard assicurò anche sul mare l'embargo sulle armi e l'applicazione delle sanzioni economiche nei confronti della Repubblica Federale di Jugoslavia. Il 28 febbraio 1994, la NATO intraprese la sua prima azione di guerra abbattendo quattro aerei serbo-bosniaci che stavano violando la no-fly zone.
Il 10 e 11 aprile 1994, la Forza di protezione delle Nazioni Unite intraprese attacchi aerei per proteggere l'area sicura di Goražde portando a compimento un bombardamento di un avamposto del comando militare serbo-bosniaco, situato nei pressi della città, da parte di due jet F-16 statunitensi che agivano sotto la direzione della NATO. Per rappresaglia, il 14 aprile i serbi presero in ostaggio 150 membri del personale delle Nazioni Unite. Il 16 aprile un Sea Harrier britannico fu abbattuto sopra Goražde dalle forze serbe.
Nell'agosto 1995 iniziò una campagna di bombardamenti NATO di due settimane, l'operazione Deliberate Force, contro l'Esercito della Republika Srpska, a seguito del genocidio di Srebrenica. Ulteriori attacchi aerei della NATO contribuirono a porre fine alle guerre jugoslave, portando all'accordo di Dayton nel novembre 1995. Quasi 60000 soldati della NATO presero parte a tali operazioni per poi diminuire di numero nel passaggio alla ‘’Stabilisation Force’’ in attività dal dicembre 1996 al dicembre 2004, quando le operazioni furono poi trasferite alla European Union Force Althea.

### Intervento in Kosovo

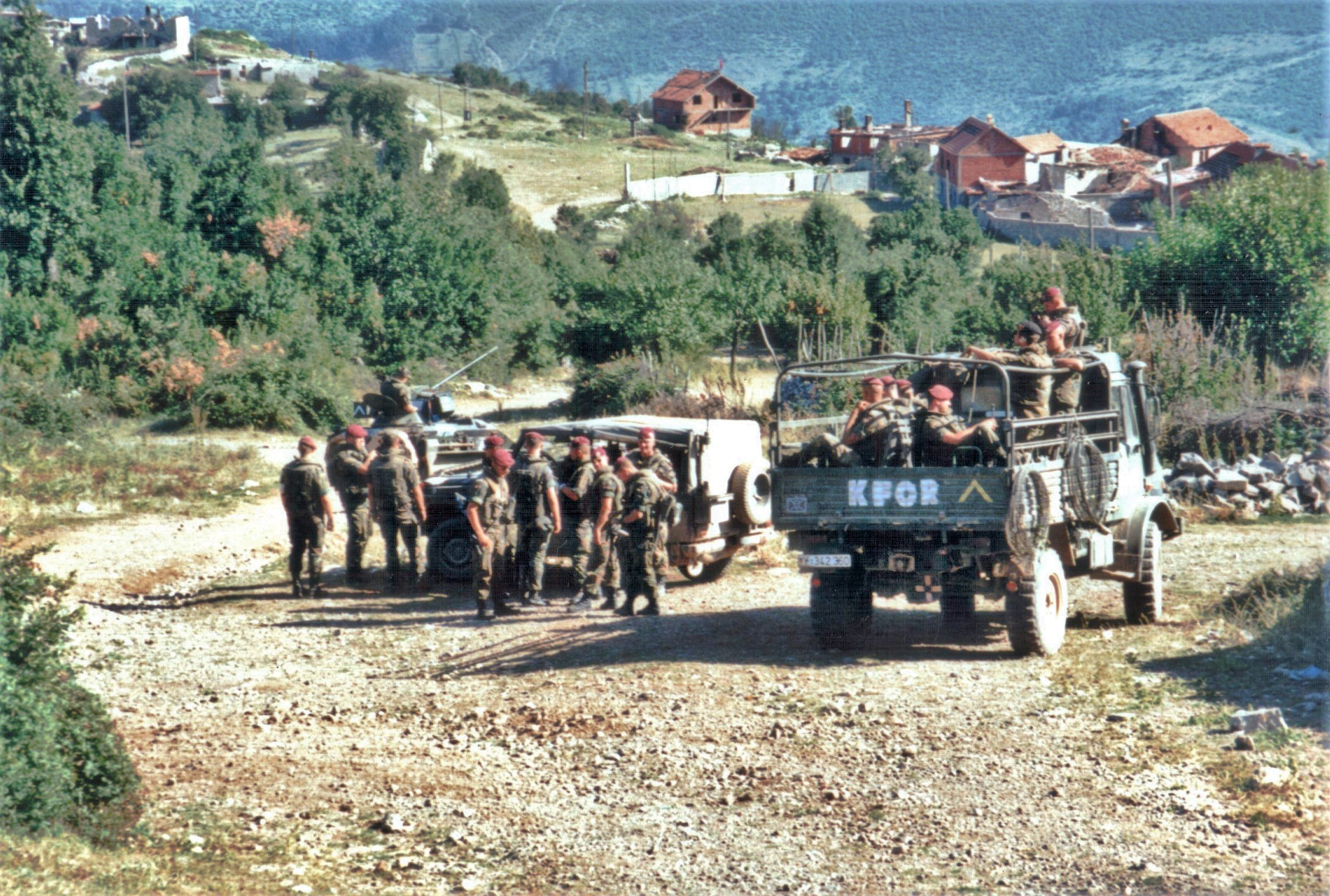
Soldati tedeschi della KFOR di pattuglia nel Kosovo meridionale nel 1999

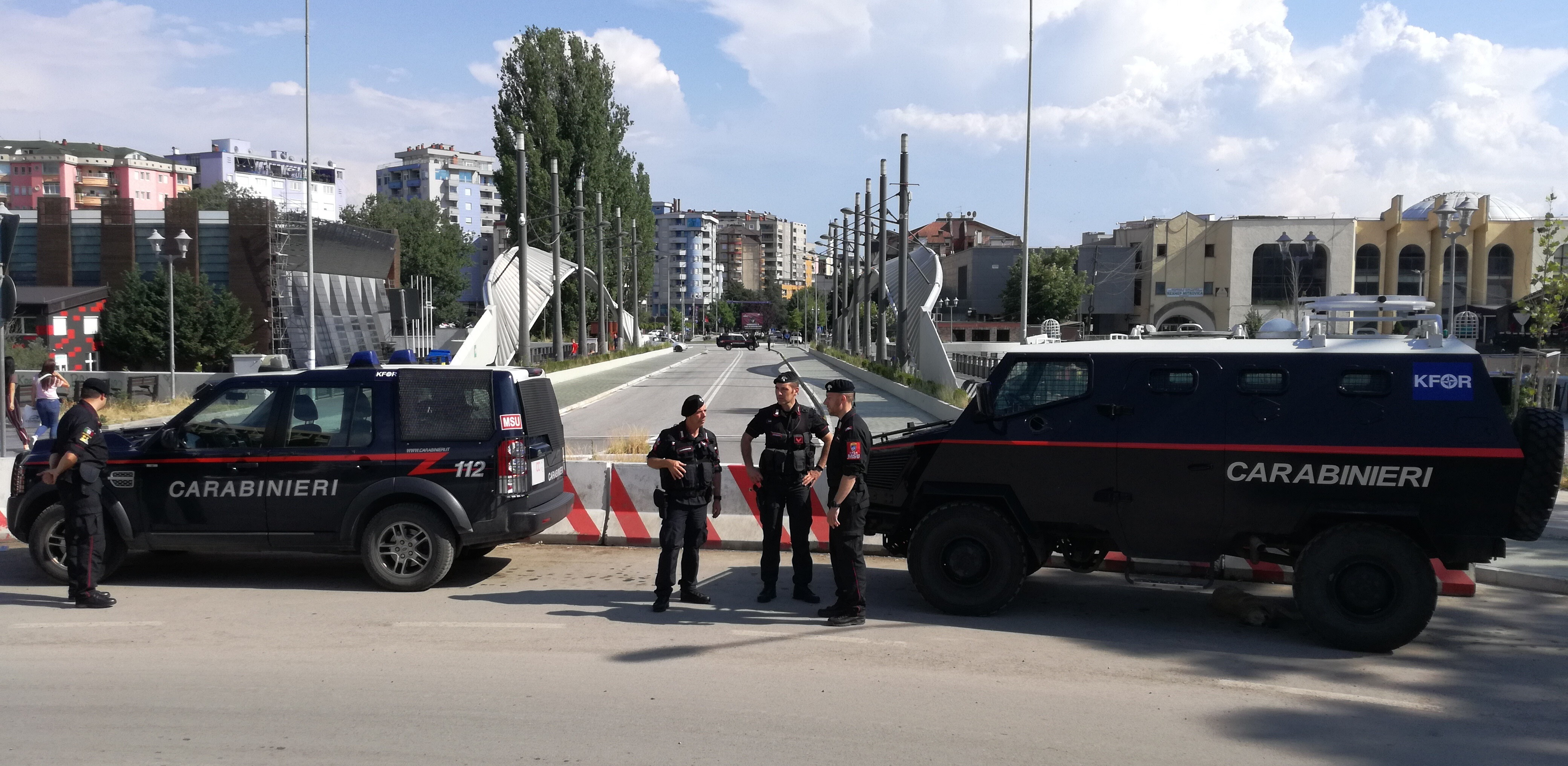
KFOR - L'unità specializzata multinazionale dei Carabinieri davanti al ponte Ibar a Kosovska Mitrovica, Kosovo

Nel tentativo di fermare la repressione guidata dai serbi di Slobodan Milošević contro i separatisti dell'UCK e i civili albanesi in Kosovo, il 23 settembre 1998 il Consiglio di sicurezza delle Nazioni Unite ha approvato la risoluzione 1199 per chiedere un cessate il fuoco. I negoziati, intrapresi sotto l'inviato speciale degli Stati Uniti Richard Holbrooke, si interruppero il 23 marzo 1999, quindi Holbrooke affidò la questione alla NATO che iniziò il giorno successivo una campagna di bombardamenti di 78 giorni. L'operazione Allied Force prese di mira le capacità militari di ciò che era allora la Repubblica Federale di Jugoslavia.
L’intervento fu criticato riguardo alla sua legittimità e per vittime civili che esso comportò, inoltre indignazione suscitò il bombardamento dell'ambasciata cinese a Belgrado. Finalmente, il 3 giugno 1999, Milošević accettò i termini di un piano di pace internazionale ponendo fine alla guerra del Kosovo. L'11 giugno Milošević ha inoltre accettato la risoluzione 1244 delle Nazioni Unite, sotto il cui mandato la NATO ha poi contribuito a istituire la forza di mantenimento della pace KFOR. Quasi un milione di profughi avevano lasciato il Kosovo e parte del mandato della KFOR fu quello di proteggere le missioni umanitarie, oltre a scoraggiare la violenza. Nell'agosto-settembre 2001, l'alleanza organizzò anche l'operazione Essential Harvest, una missione di disarmo delle milizie di etnia albanese nella Repubblica di Macedonia.
Gli Stati Uniti, il Regno Unito e la maggior parte degli altri Paesi della NATO si sono opposti a coloro, tra cui la Francia, che ritenevano necessario l’approvazione da parte del Consiglio di sicurezza delle Nazioni Unite riguardo agli attacchi militari della NATO, come l'azione contro la Serbia nel 1999. I primi sostenevano che ciò avrebbe minato l'autorità dell'alleanza facendo anche notare che Russia e Cina avrebbero esercitato i propri veti nel Consiglio di sicurezza per bloccare l'attacco alla Jugoslavia, cosa che avrebbero potuto ripetere in futuri conflitti in cui si sarebbe reso necessario l'intervento NATO, annullando così l'intero potere e lo scopo dell'organizzazione. Riconoscendo lo scenario militare successivo alla guerra fredda, la NATO ha adottato il “Concetto strategico” dell'Alleanza durante il vertice di Washington dell'aprile 1999 che poneva l'accento sulla prevenzione dei conflitti e sulla gestione delle crisi.

### Guerra in Afghanistan

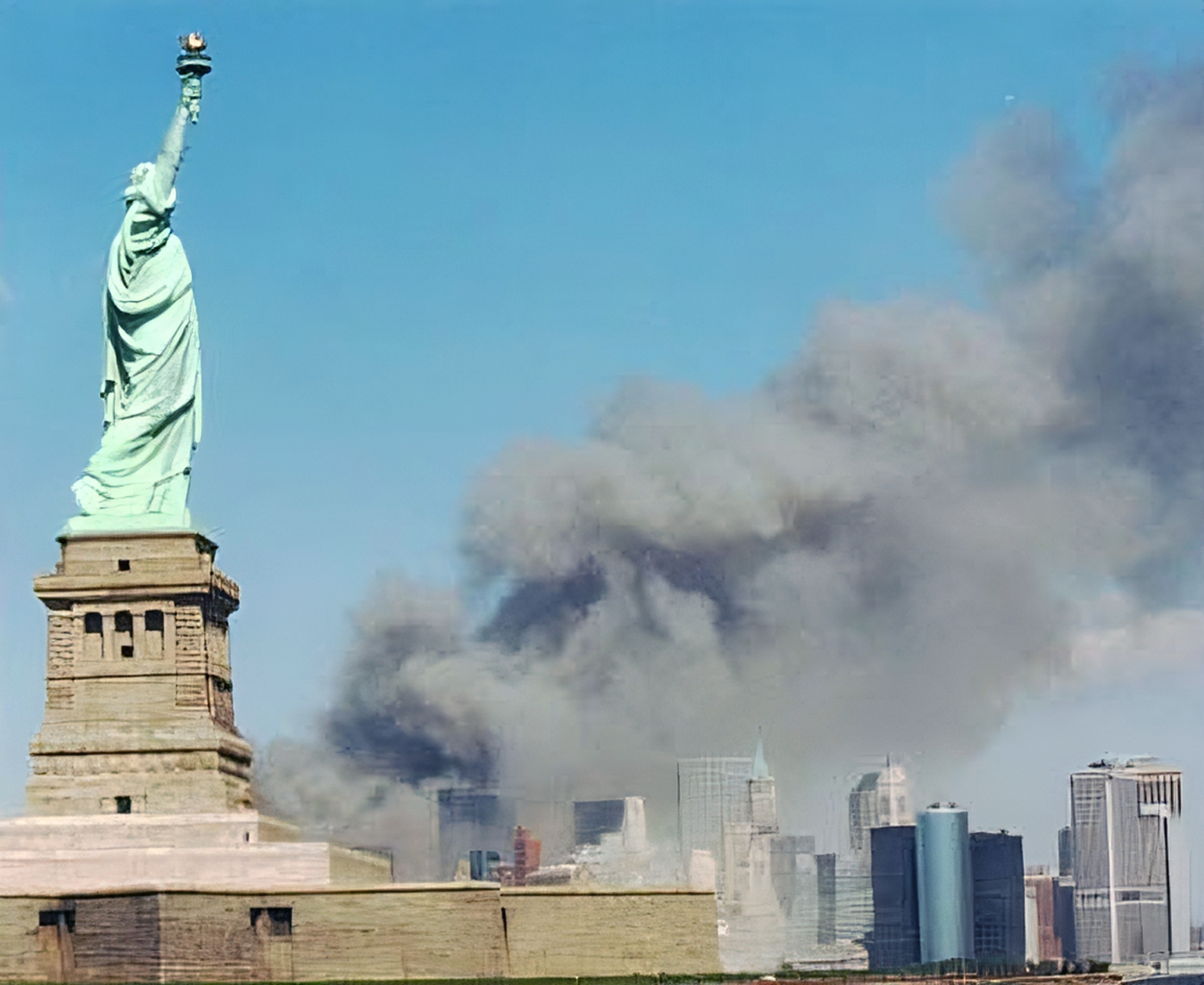
Gli attacchi dell'11 settembre hanno portato la NATO ad invocare l'articolo 5 per la prima volta

Gli attacchi dell'11 settembre avvenuti contro gli Stati Uniti hanno indotto la NATO a invocare l'articolo 5 per la prima volta nella storia dell'organizzazione. L'articolo afferma che un attacco a qualsiasi membro deve essere considerato come un attacco a tutti. L'invocazione è stata confermata il 4 ottobre successivo quando la stessa NATO ha stabilito che gli attacchi erano effettivamente considerabili ai fini del Trattato del Nord Atlantico. Le otto azioni ufficiali intraprese in risposta compresero l'operazione Eagle Assist e l'operazione Active Endeavour, un'operazione navale condotta nel Mar Mediterraneo finalizzata a impedire il movimento di terroristi o di armi di distruzione di massa e a rafforzare la sicurezza della navigazione in generale.
Il 16 aprile 2003, la NATO ha accettato di assumere il comando della International Security Assistance Force (ISAF) che comprendeva truppe di 42 paesi. La decisione è arrivata su richiesta di Germania e Paesi Bassi, i due Paesi che al momento dell’accordo si trovavano alla guida dell'ISAF mentre tutti i diciannove ambasciatori NATO l'approvarono all'unanimità. Il passaggio del controllo alla NATO è avvenuto l'11 agosto e ha segnato la prima volta nella storia dell’organizzazione che essa ha assunto l'incarico di una missione al di fuori dell'area del Nord Atlantico.

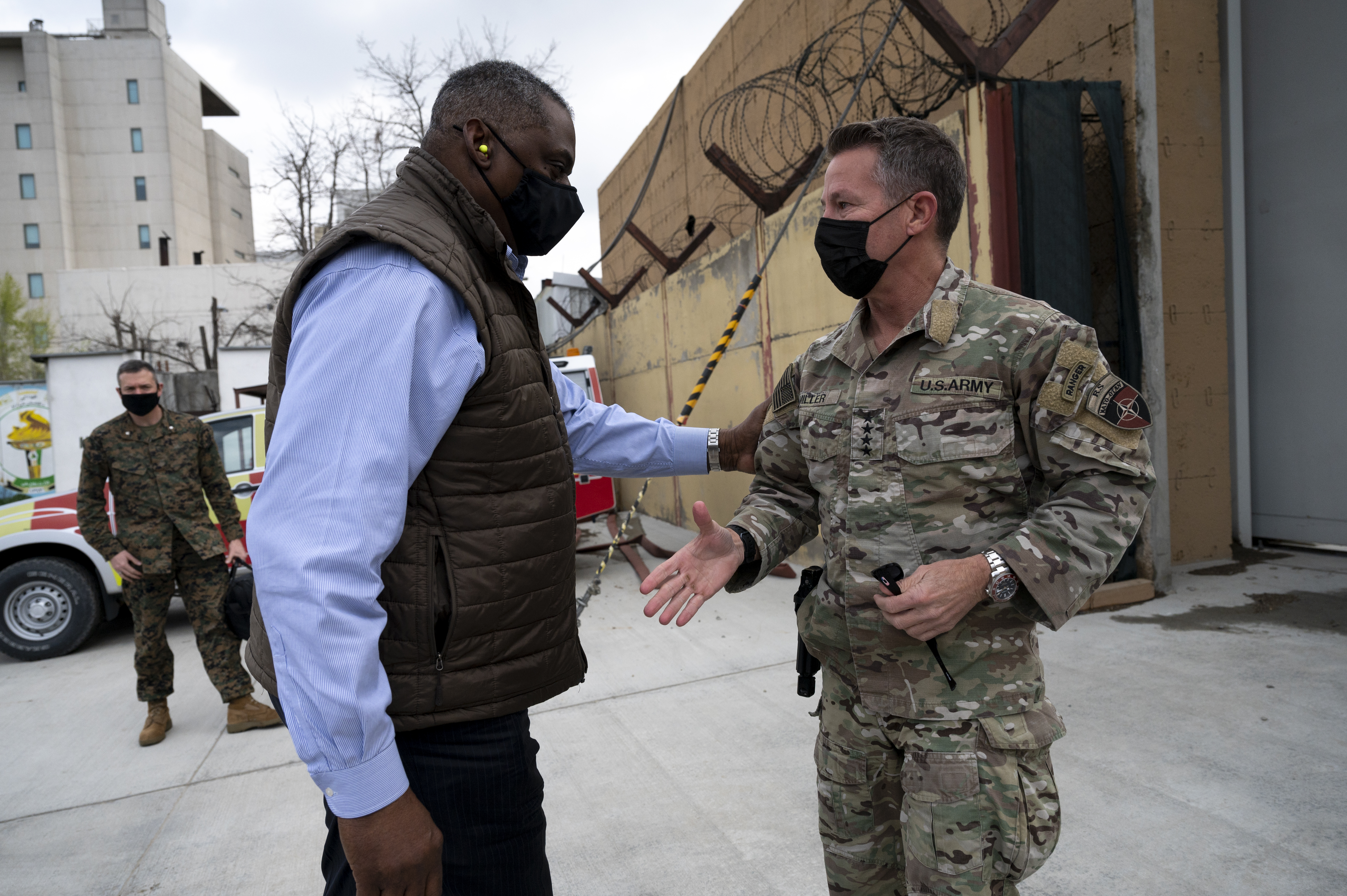
Il generale Austin Miller (a destra) è diventato comandante delle forze USA e NATO in Afghanistan nel settembre 2018 e ha supervisionato il ritiro fino al luglio 2021. Il 28° segretario della difesa degli Stati Uniti d'America Lloyd Austin è a sinistra.

L'ISAF è stato inizialmente incaricata di proteggere Kabul e le aree circostanti dalle mire dei talebani, da al Qaeda e dai signori della guerra delle diverse fazioni locali in modo da consentire l'istituzione dello Stato Islamico di Transizione dell'Afghanistan guidata da Hamid Karzai. Nell'ottobre 2003, il Consiglio di sicurezza delle Nazioni Unite ha autorizzato l'espansione della missione ISAF in tutto l'Afghanistan.
Il 31 luglio 2006, l'ISAF ha inoltre rilevato le operazioni militari nel sud dell'Afghanistan da una coalizione antiterrorismo guidata dagli Stati Uniti. A causa dell'intensità dei combattimenti nel sud, nel 2011 la Francia ha consentito a uno squadrone di aerei da combattimento/attacco Mirage 2000 di essere dislocato nell'area, precisamente a Kandahar, al fine di rafforzare gli sforzi dell'alleanza. Durante il vertice di Chicago del 2012, la NATO ha approvato un piano per porre fine alla guerra in Afghanistan e rimuovere le forze ISAF a guida NATO entro la fine di dicembre 2014. L'ISAF è stata quindi sciolta in quella data e sostituita dalla successiva formazione della "operazione Sostegno Risoluto".
Il 14 aprile 2021, il segretario generale della NATO Jens Stoltenberg ha affermato che l'alleanza aveva accettato di iniziare il ritiro delle sue truppe dall'Afghanistan entro il 1 maggio. Con il successivo collasso delle forze armate afghane i militanti talebani riuscirono in breve tempo a conquistare il controllo della stragrande maggioranza del paese e a circondare la capitale Kabul. Alcuni politici negli stati membri della NATO hanno descritto il caotico ritiro delle truppe occidentali dall'Afghanistan e il crollo del governo afghano come la più grande débâcle che la NATO abbia subito dalla sua fondazione.

### Missione di addestramento in Iraq

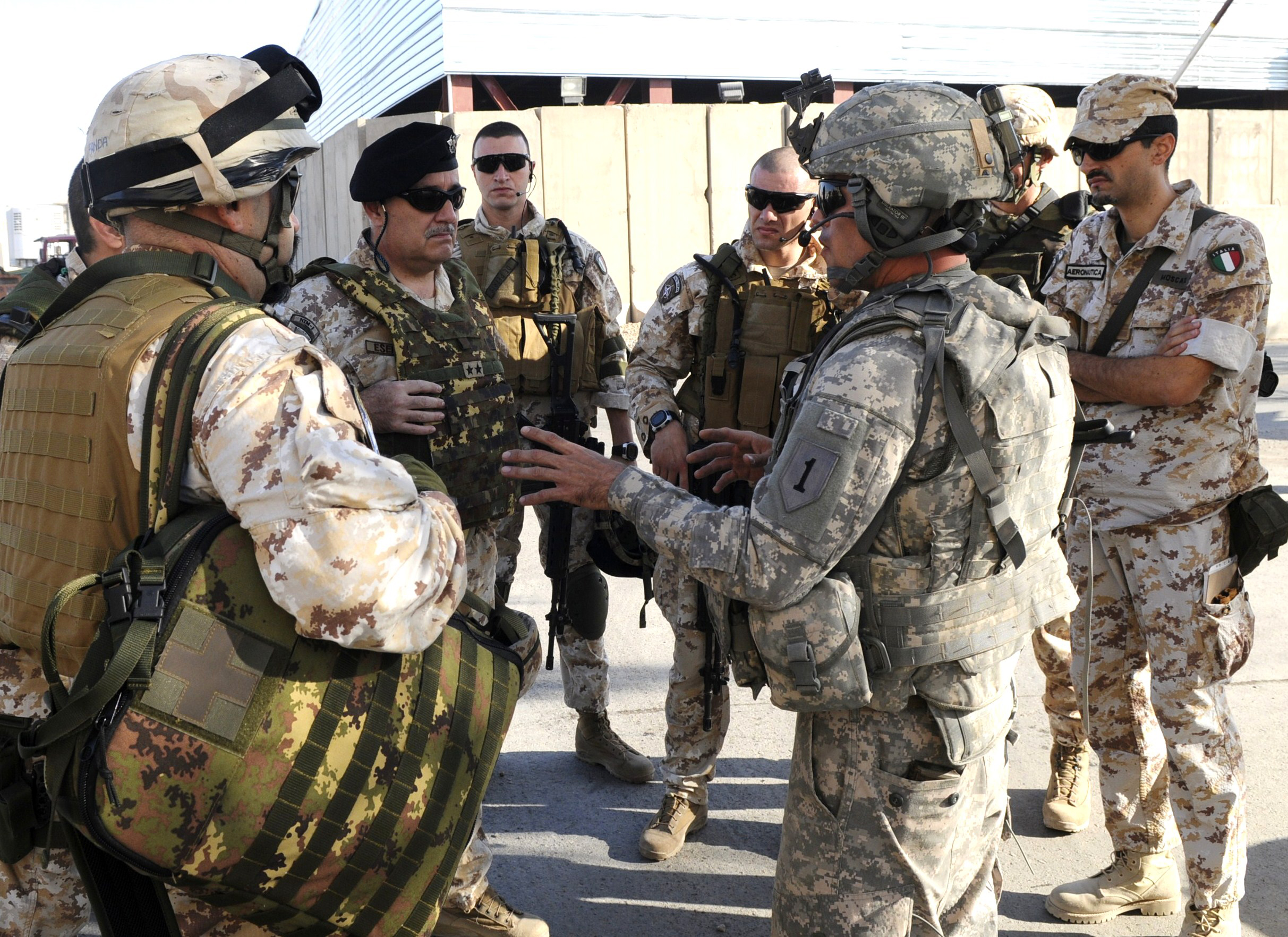
Il maggiore generale Giovanni Armentani, vice comandante generale per la NATO Training Mission – Iraq, incontra una brigata di consulenza e assistenza degli Stati Uniti.

Nell'agosto 2004, durante la guerra in Iraq, la NATO ha dato vita alla NATO Training Mission – Iraq (NTM-I), una missione finalizzata all'addestramento per assistere le forze di sicurezza irachene in collaborazione con la coalizione multinazionale guidata dagli Stati Uniti. La NTM-I venne istituita su richiesta del governo ''ad interim'' iracheno ai sensi delle disposizioni della risoluzione 1546 del Consiglio di sicurezza delle Nazioni Unite. Lo scopo della NTM-I era quello di assistere lo sviluppo delle strutture e degli enti dedicati all'addestramento delle forze di sicurezza irachene in modo che queste divenissero in grado di soddisfare le esigenze del paese. La NTM-I non era una missione di guerra ma è una missione distinta, sotto il controllo del Consiglio Nord Atlantico. La missione si è ufficialmente conclusa il 17 dicembre 2011.

### Antipirateria nel golfo di Aden

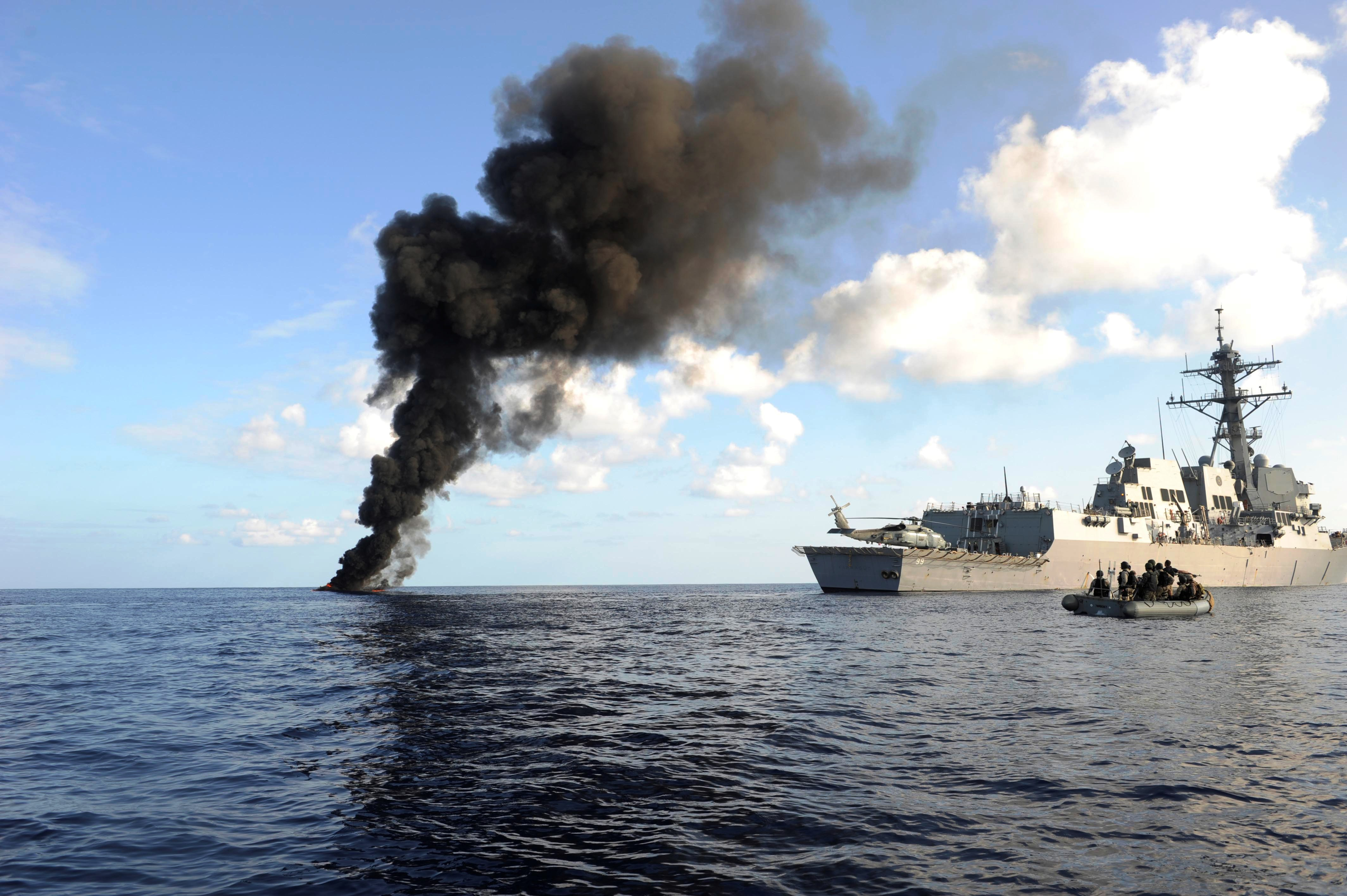
USS Farragut distrugge una barca pirata nel marzo 2010.

A partire dal 17 agosto 2009, la NATO ha schierato navi da guerra in un'operazione finalizzata alla protezione del traffico marittimo nel golfo di Aden e nell'Oceano Indiano dalla minaccia della pirateria somala e per contribuire a rafforzare le marine e le guardie costiere locali. L'operazione è stata approvata dal Consiglio Nord Atlantico e ha coinvolto navi da guerra principalmente dagli Stati Uniti, sebbene fossero incluse anche navi di molti altri Paesi. L'operazione Ocean Shield si è concentrata sulla protezione delle navi dell'operazione Allied Provider che stavano distribuendo aiuti nell'ambito della missione del programma alimentare mondiale in Somalia. Anche Russia, Cina e Corea del Sud hanno inviato navi da guerra per partecipare alla missione.

### Intervento in Libia
Durante la guerra civile libica, la violenza tra i manifestanti e il governo libico sotto il colonnello Muammar Gheddafi si è intensificata e il 17 marzo 2011 ha portato all'approvazione della risoluzione 1973 del Consiglio di sicurezza delle Nazioni Unite, che chiedeva un cessate il fuoco e autorizzava l'azione militare per proteggere i civili. Una coalizione che comprendeva diversi membri della NATO ha iniziato ad imporre una no-fly zone sulla Libia poco dopo, a partire dall'operazione Harmattan dell'aeronautica francese il 19 marzo.
Il 20 marzo 2011, gli stati membri della NATO hanno concordato di far rispettare un embargo sulle armi contro la Libia con l'operazione Unified Protector utilizzando navi del NATO Standing Maritime Group 1 e Standing Mine Countermeasures Group 1 nonché ulteriori navi e sottomarini dei singoli membri della NATO, al fine di "monitorare, segnalare e, se necessario, interdire le navi sospettate di trasportare armi illegali o mercenari". Il 24 marzo, la NATO ha accettato di prendere il controllo della no-fly zone dalla coalizione dei volenterosi iniziale mentre il comando delle unità di terra è rimasto alle forze della coalizione. La NATO ha dunque iniziato ufficialmente ad applicare la risoluzione delle Nazioni Unite il 27 marzo 2011 con l'assistenza del Qatar e degli Emirati Arabi Uniti. Alla fine della missione nell'ottobre 2011, dopo l'assassinio del colonnello Gheddafi, gli aerei della NATO avevano effettuato circa 9.500 missioni di attacco contro obiettivi governativi.
A seguito di un tentativo di colpo di Stato nell'ottobre 2013, il primo ministro libico Ali Zeidan ha chiesto consulenza tecnica, di assistenza e di formazione alla NATO riguardo alle questioni di sicurezza.

### Guerra civile siriana
A causa delle ricadute in Turchia della guerra civile siriana sono state convocate quattro delle sette consultazioni ufficiali sull'articolo 4
mentre nell'aprile 2012, il primo ministro turco Recep Tayyip Erdoğan ha considerato di voler invocare l'articolo 5 del trattato NATO per proteggere la sicurezza nazionale turca. Dopo l'abbattimento di un jet militare turco da parte della Siria nel giugno 2012 e il bombardamento da parte delle forze siriane delle città turche di confine nell'ottobre 2012 che hanno portato a due consultazioni di emergenza ai sensi dell'articolo 4, la NATO ha approvato l'operazione Active Fence. L'ultima consultazione è avvenuta nel febbraio 2020, nell'ambito delle crescenti tensioni dovute all'offensiva della Siria nordoccidentale, che ha riguardato attacchi aerei siriani e forse russi sulle truppe turche, rischiando uno scontro diretto tra la Russia e un membro della NATO.

### Invasione russa dell'Ucraina
Con l'invasione russa dell'Ucraina del 2022 e il sostegno all’Ucraina, in concerto con i piani di difesa della NATO, sono stati istituiti dall’Alleanza i Multinational Battle Group, unità tattiche di combattimento, operative dall'ottobre 2022. Otto battlegroups costituiscono il personale del fianco orientale della NATO in Estonia, Lettonia, Lituania, Polonia, Slovacchia, Ungheria, Romania e Bulgaria.
L'Italia guida il Battle group in Bulgaria ed è presente con propri militari anche in quelli in Lettonia e in Ungheria. Nel gennaio 2025, la NATO ha lanciato una nuova missione, denominata Baltic Sentry, per proteggere i cavi sottomarini nella regione del Mar Baltico dopo una serie di incidenti che hanno aumentato le preoccupazioni circa possibili attività russe nell'area.

## Struttura

Organigramma delle principali strutture civili e militari della NATO

La NATO possiede un'organizzazione molto complessa e articolata che si è venuta a formare nel corso della sua storia. Da un solo organo iniziale, il Consiglio del Nord Atlantico, nel tempo sono sorti ulteriori organismi e comitati.

### Struttura politica

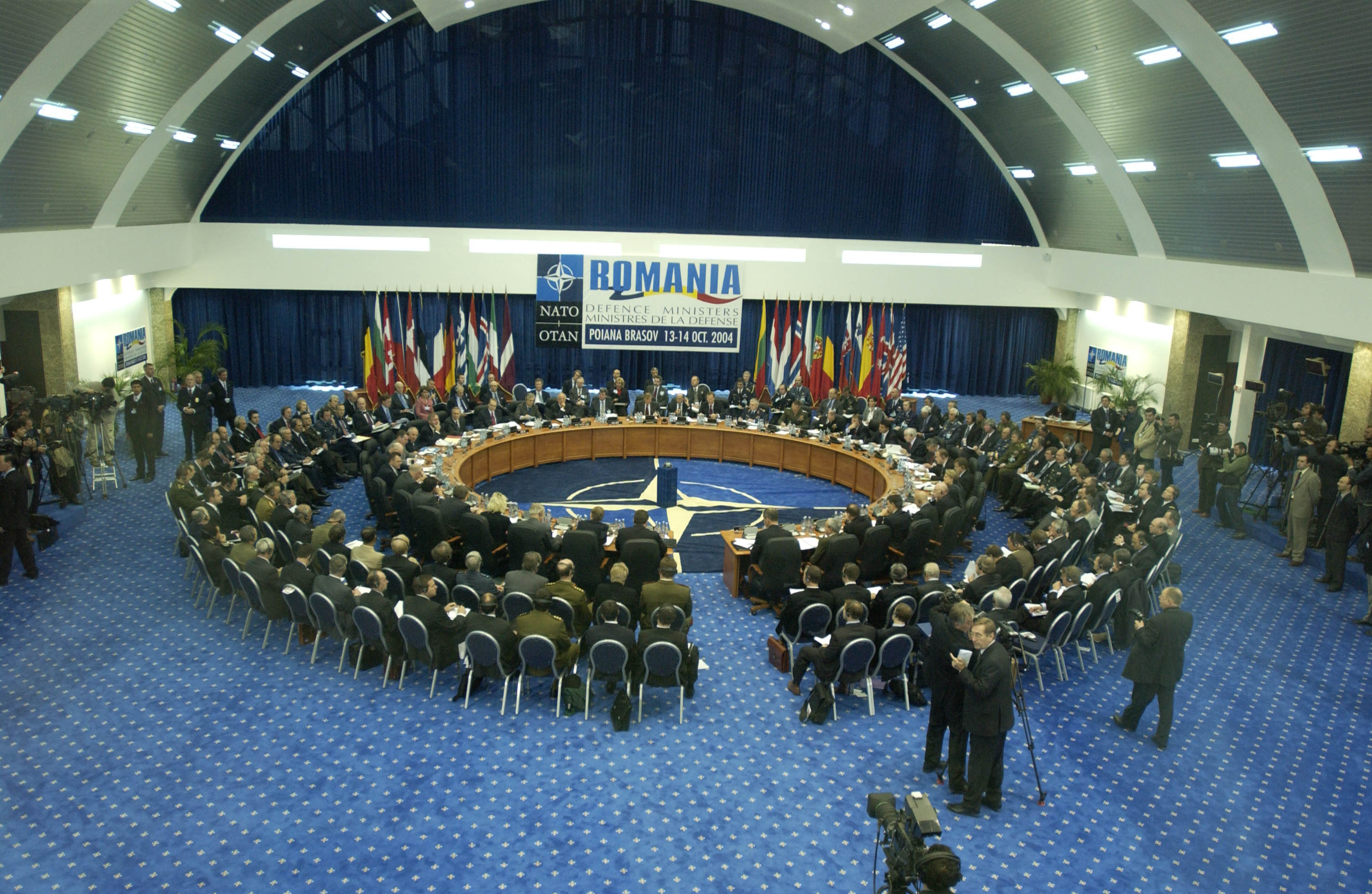
Vertice dei ministri della difesa a Poiana Braṣov (Romania) nel 2004

L'Alleanza è governata dai suoi trenta Stati membri, in base alla regola del consenso unanime, ognuno dei quali ha una delegazione presso la sede centrale della NATO a Bruxelles. L'organizzazione politica comprende svariati organismi, tra i più importanti:
- il Consiglio del Nord Atlantico (North Atlantic Council, NAC) o semplicemente Consiglio Atlantico: è formato dai Rappresentanti permanenti, ed è l'organismo con l'effettivo potere politico all'interno della NATO. Si riunisce almeno una volta a settimana, solitamente il mercoledì. A scadenza irregolare vengono realizzati anche incontri di alto livello con l'integrazione di Ministri degli esteri, Ministri della difesa o Capi di Stato e di governo: questi incontri sono quelli in cui solitamente l'alleanza prende le decisioni politiche più importanti.[145][146]
- l'Assemblea parlamentare (Parliamentary Assembly): è formata da legislatori dei parlamenti dei Paesi membri integrati da quelli di tredici Paesi associati. È ufficialmente una struttura parallela, ma staccata dalla NATO: il suo scopo è quello di riunire deputati dei Paesi NATO per discutere di temi relativi alla sicurezza e alla difesa;
- il Segretario generale (Secretary General, NATO SG): proviene da uno dei Paesi membri europei, presiede il Consiglio e rappresenta la NATO a livello internazionale con gli Stati e i mezzi di comunicazione. È affiancato dal Vicesegretario generale (Deputy Secretary General, NATO DSC). La figura è stata introdotta nel 1952 mentre i suoi poteri e compiti sono definiti nel "rapporto dei tre saggi" del 1956. La sua funzione principale è quella di «dirigere il processo decisionale e di consultazione fra gli Stati membri, mediando le posizioni». Presiede, inoltre, i comitati di più alto livello e redige annualmente una relazione sulle attività svolte. Nelle decisioni del Consiglio il suo ruolo è puramente consultivo sebbene possieda il potere di iniziativa nel chiedere ai Paesi membri di discutere circa temi che ritiene importanti negli interessi dell'Alleanza.[147]
- il Comitato per la pianificazione della difesa (Defence Planning Committee, DPC): di norma è composto da rappresentanti permanenti ma almeno due volte all'anno riunisce i ministri della difesa dei vari membri. Il suo compito è pianificare le attività delle autorità militari dell'organizzazione; le sue decisioni sono preparate da una serie di sottocomitati.
- il Gruppo di pianificazione nucleare (NATO Nuclear Planning Group, NPG): si occupa di svariati temi inerenti alla politica nucleare, tra cui la sicurezza delle armi nucleari, il loro dispiegamento e i sistemi di comunicazione e informazione relativi fino a comprendere anche il controllo della loro proliferazione.

### Struttura militare

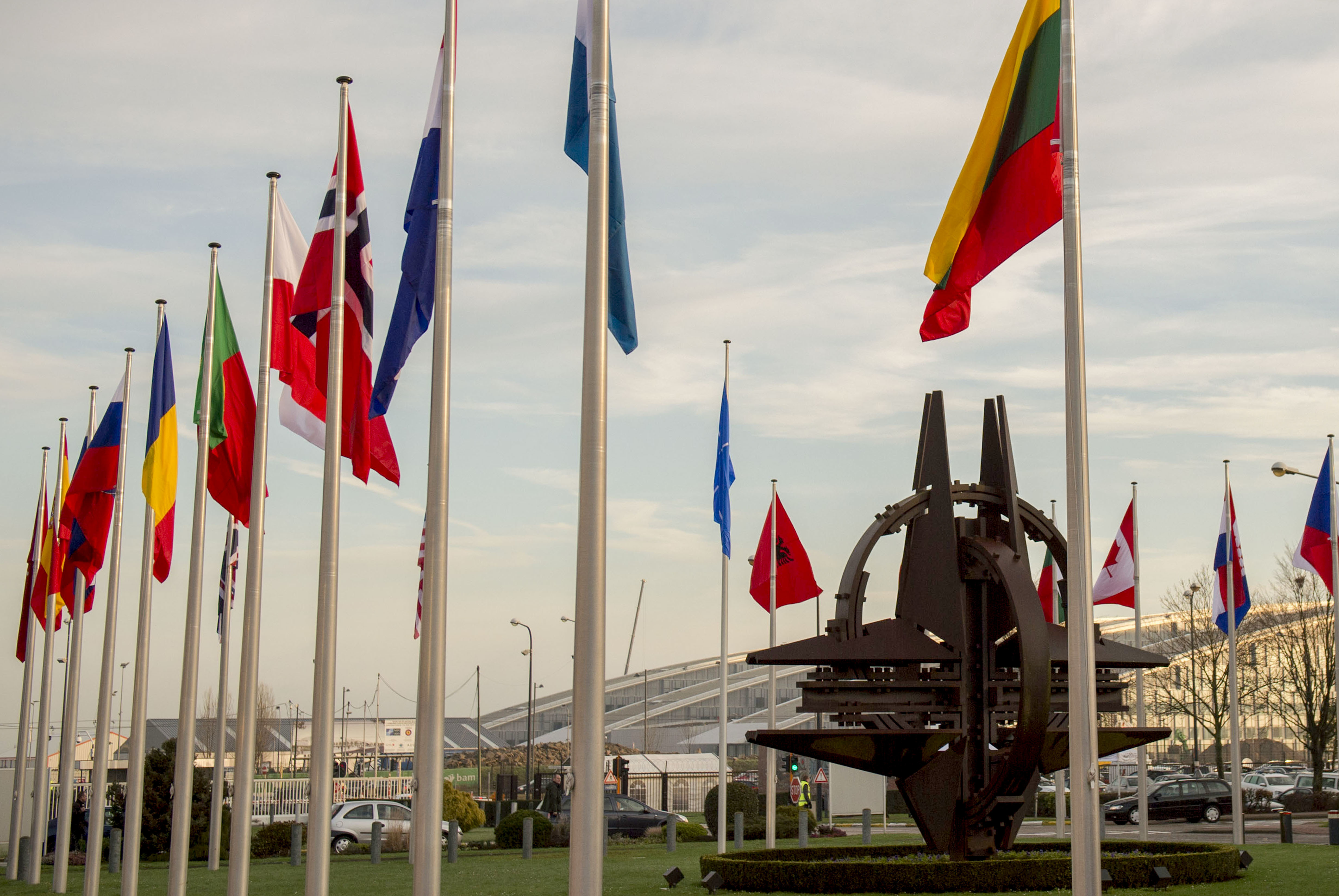
Il quartier generale della NATO a Bruxelles

L'organizzazione militare della NATO è articolata in vari comandi con sedi nei diversi Paesi membri.
Al vertice vi è il Comitato militare della NATO, con sede a Bruxelles in Belgio. Esso è guidato da un presidente (un ufficiale generale) ed è formato dai rappresentanti militari dei Paesi membri e ha il compito di decidere le linee strategiche di politica militare della NATO. Provvede inoltre alla guida dei comandanti strategici, i cui rappresentanti partecipano alle sedute del Comitato, ed è responsabile per la conduzione degli affari militari dell'Alleanza sotto l'autorità del Consiglio. Il rappresentante militare è l'altra figura rilevante della delegazione permanente dei Paesi membri presso la NATO ed è un ufficiale con il grado di generale di corpo d'armata o corrispondente che proviene dalle forze armate di ciascun Paese membro.
Lo Stato maggiore militare internazionale (IMS) è il braccio esecutivo del Comitato militare. È responsabile dell'amministrazione degli enti militari.
Dal Comitato militare dipendono due comandi strategici:
- Il Allied Command Operations (ACO), con sede a Mons in Belgio, è responsabile delle attività di comando sulle forze NATO impiegate in operazioni, nonché in capo agli enti territoriali dislocati in Europa. Il suo staff è costituito da personale militare internazionale sebbene il suo comandante, il Comandante Supremo alleato in Europa (SACEUR), è sempre un generale statunitense. Il quartier generale dell'ACO è l Comando supremo delle potenze alleate in Europa (SHAPE) che comanda tutte le operazioni della NATO in tutto il mondo. Alle sue dipendenze vi sono tre comandi tattici subordinati: l'Allied Air Command con sede presso la Ramstein Air Base, il Comando marittimo alleato di Northwood con sede nel Quartier generale di Northwood e l'Allied Land Command basato a Izmir.[149]
- Allied Command Transformation (ACT) con sede a Norfolk negli Stati Uniti, responsabile della redazione delle strategie future e dell'elaborazione della dottrina operativa, logistica e addestrativa NATO. Inoltre, si occupa della sicurezza della regione dell'Oceano Atlantico che va dal polo nord al tropico del Cancro. In caso di guerra avrebbe il compito di proteggere le rotte tra Europa e Stati Uniti e in particolare a difendere la zona assegnata dalle possibili incursioni di sottomarini nemici. L’ACT è comandato da un generale statunitense o europeo (finora sempre francese). La sua capacità operativa è divisa in comandi subordinati divisi per regione geografica.[150]

### Forze armate

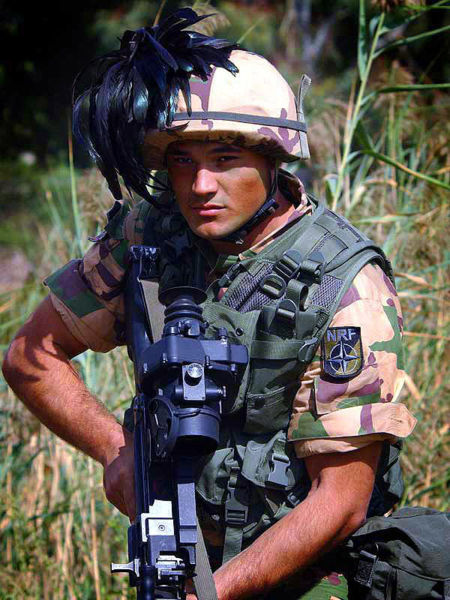
Bersagliere italiano della NATO Response Force

La NATO non dispone di forze operative proprie ma conta su quelle assegnatele dai paesi membri o fornite dai paesi partner allo scopo di svolgere una missione specifica. I suoi comandi strategici, tuttavia, dispongono di una serie di strumenti per pianificare il dispiegamento congiunto.
In caso in cui sia riconosciuto l'attacco ad uno dei membri, e quindi la condizione per l'invocazione dell'articolo 5, la NATO potrebbe contare sulle forze armate di tutti i suoi membri che sarebbero tenuti a collaborare reciprocamente per la difesa collettiva. In tempo di pace, inoltre, ogni stato membro assegna alla NATO delle forze, attive o di riserva, che passerebbero, in caso di guerra o al verificarsi di precise circostanze, sotto il parziale comando operativo dell'Organizzazione. Infine la NATO dispone di un nucleo forze posto in ogni tempo ai propri ordini messo a disposizione da parte dei proprio stati membri. La NATO Response Force fa parte di questo nucleo.

### Reclutamento del personale
Il "Comitato del personale" è l'organo deputato alla selezione del personale dipendente dalla NATO. Tuttavia molto spesso sono gli stessi stati membri a presentare e a sostenere le candidature per i vari uffici. Inoltre, essi dispongono di un potere di veto sui propri cittadini, in quanto ogni funzionario della NATO per essere reclutato deve aver un "certificato di sicurezza" che può essere rilasciato soltanto dal proprio paese.
Nella maggior parte dei casi, il personale in forza dell'Organizzazione viene distaccato per un periodo spesso non superiore ai due o tre anni provenendo da istituzioni o enti nazionali dei vari paesi membri. Ogni posizione, in genere, viene occupata a rotazione da funzionari dei vari paesi secondo una equa ripartizione tra essi.

## Distintivi dei comandi NATO durante la guerra fredda
Questa è una galleria dei distintivi dei principali comandi della NATO durante la guerra fredda.

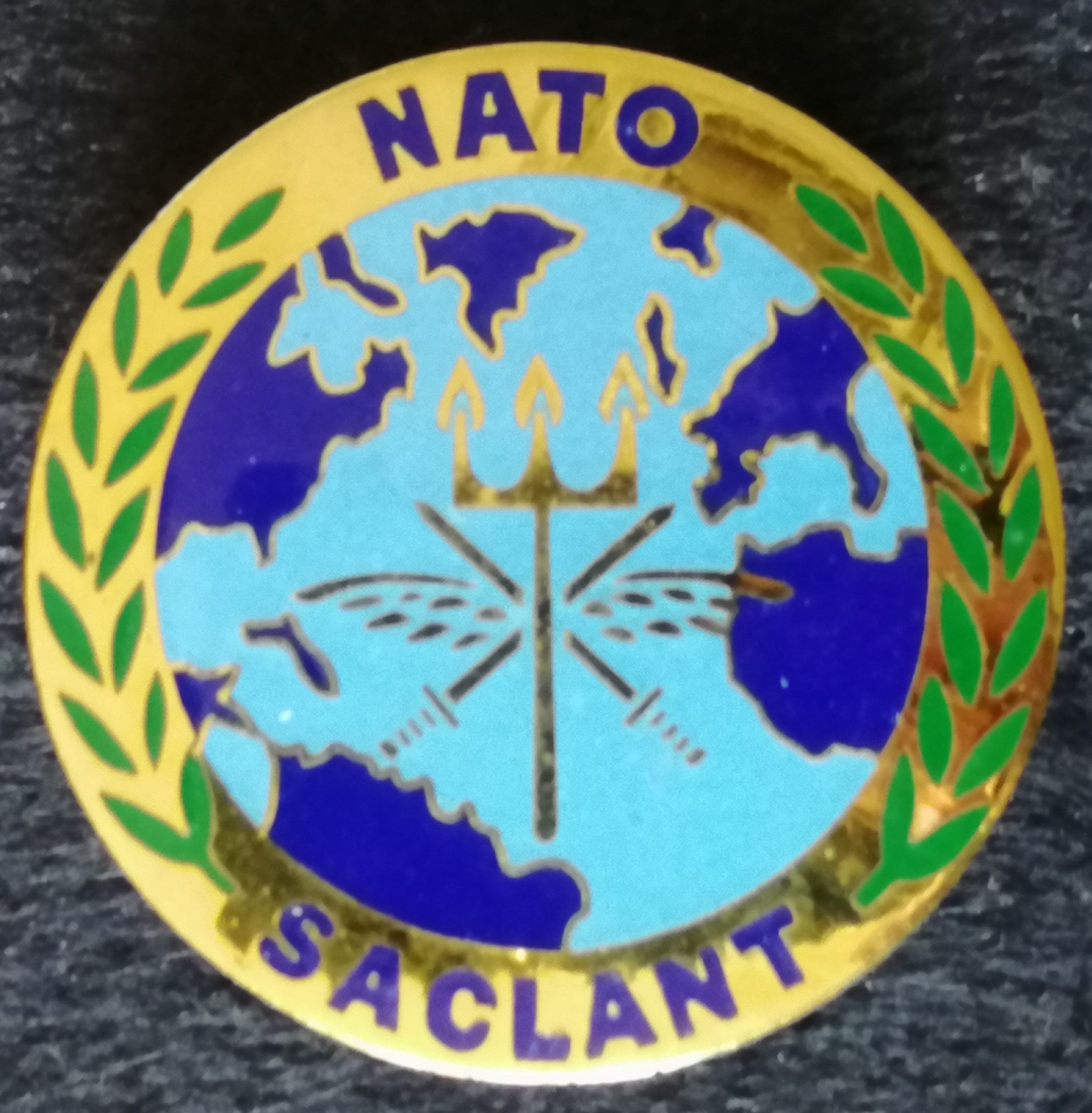
NATO SACLANT badge
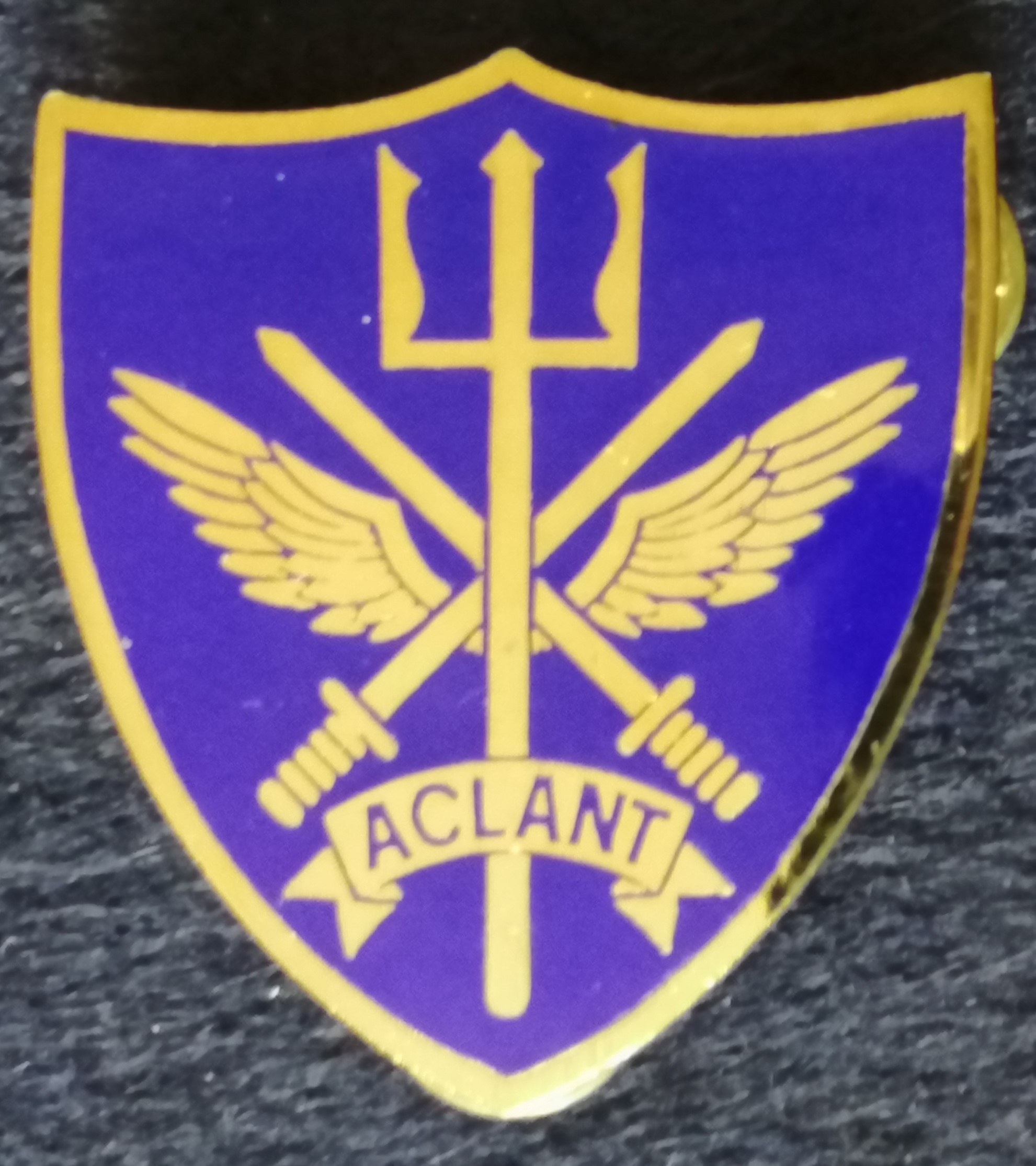
NATO ACLANT badge
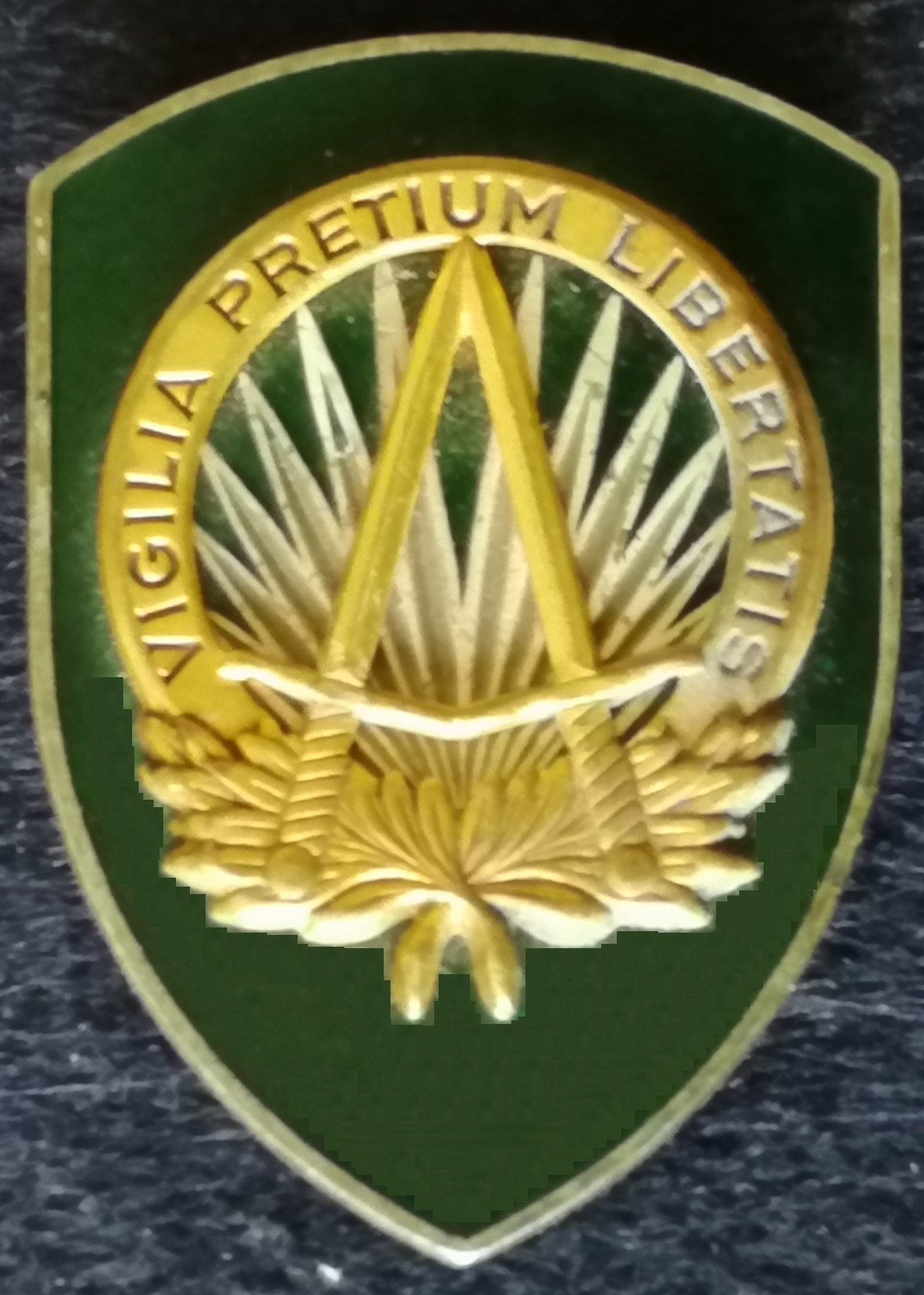
NATO SHAPE badge
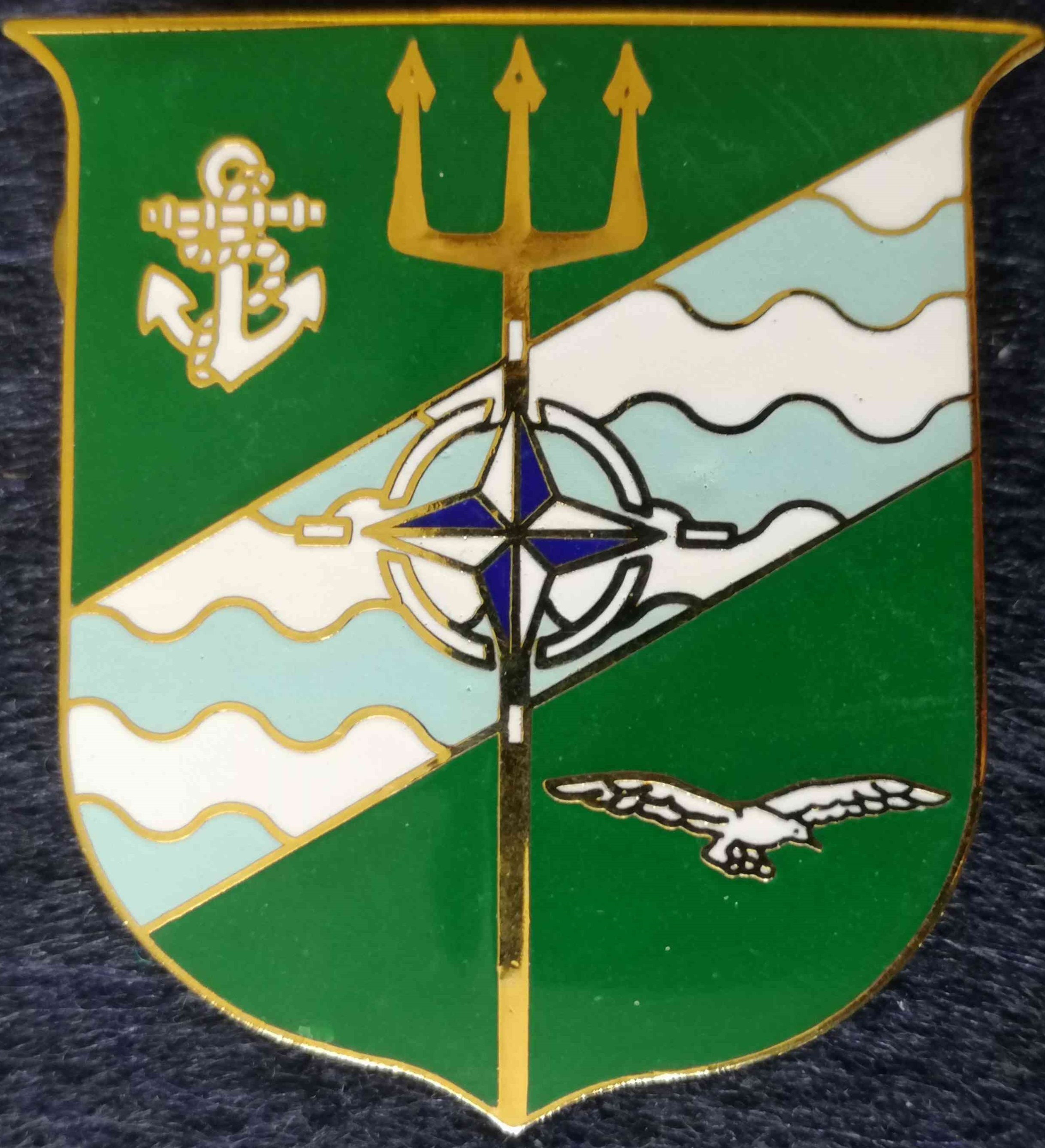
NATO CINCHAN badge
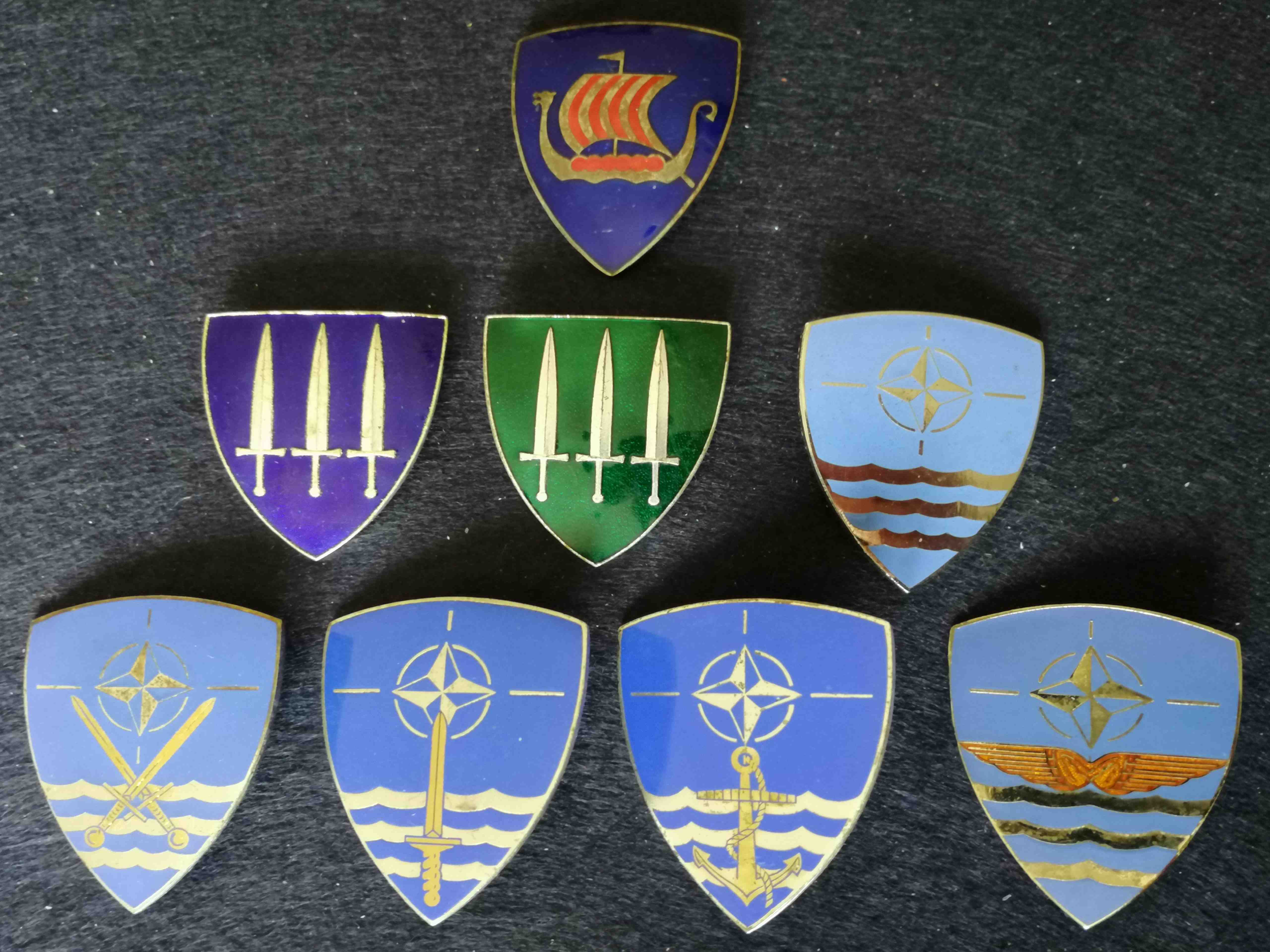
NATO Command AFNORTH badges
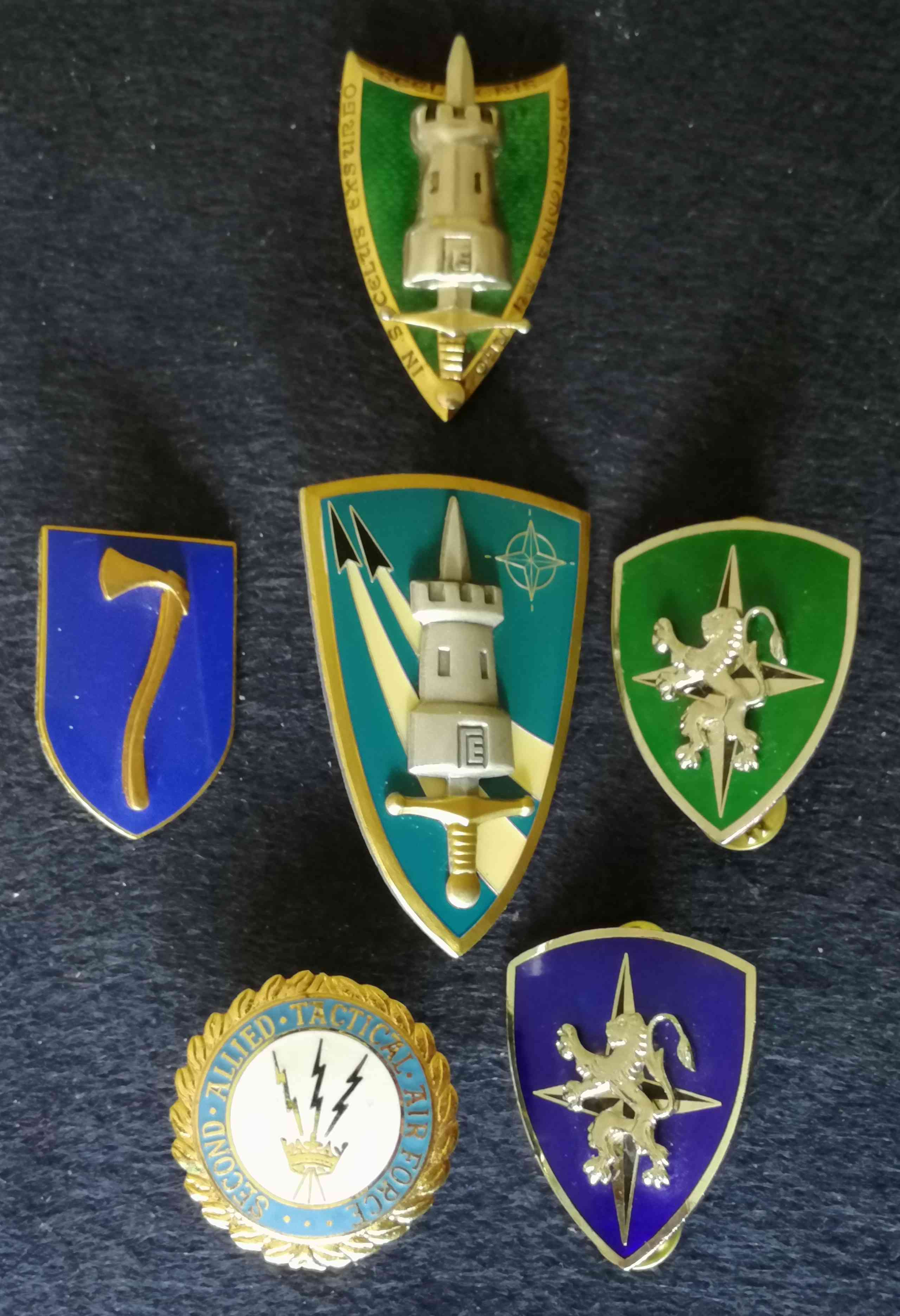
NATO Command AFCENT badges

## Stati membri

Mappa dei Paesi aderenti alla NATO

Cronologia delle adesioni alla NATO in Europa

Dall'11 marzo 2024 i membri della NATO sono 32. Di questi, 23 sono anche membri dell'Unione europea mentre 26 erano membri a vario titolo (membri effettivi, membri associati, Paesi osservatori, partner associati) dell'Unione dell'Europa occidentale (UEO), che con il Trattato di Lisbona è passata sotto il controllo UE. Per questo, negli ultimi anni il peso dell'UE è andato sempre più in crescendo nelle decisioni NATO. Di seguito l'elenco dei Paesi membri:
| Adesione         | Stato              | Allargamento         | Note |
| ---------------- | ------------------ | -------------------- | --- |
| 4 aprile 1949    | Belgio             | fondatori            | |
| 4 aprile 1949    | Canada             | fondatori            | |
| 4 aprile 1949    | Danimarca          | fondatori            | |
| 4 aprile 1949    | Francia            | fondatori            | La Francia si era ritirata unilateralmente dal Comando militare integrato nel 1966. Da allora ha partecipato solo alla struttura politica sino all'annuncio ufficiale di rientro del 2009, quando le sue forze armate sono state reintegrate nell'alleanza. |
| 4 aprile 1949    | Islanda            | fondatori            | |
| 4 aprile 1949    | Italia             | fondatori            | |
| 4 aprile 1949    | Lussemburgo        | fondatori            | |
| 4 aprile 1949    | Norvegia           | fondatori            | |
| 4 aprile 1949    | Paesi Bassi        | fondatori            | |
| 4 aprile 1949    | Portogallo         | fondatori            | |
| 4 aprile 1949    | Regno Unito        | fondatori            | |
| 4 aprile 1949    | Stati Uniti        | fondatori            | |
| 18 febbraio 1952 | Grecia             | primo allargamento   | La Grecia ha ritirato le proprie forze dal comando militare dal 1974 al 1980 a causa delle cattive relazioni con la Turchia risultanti dall'invasione turca di Cipro nel 1974.                                                                              |
| 18 febbraio 1952 | Turchia            | primo allargamento   | |
| 9 maggio 1955    | Germania           | secondo allargamento | Come Germania Ovest. La Saarland è stata riunita nel 1957, mentre i territori di Berlino Ovest e della Germania Est sono stati riuniti il 3 ottobre 1990.                                                                                                   |
| 30 maggio 1982   | Spagna             | terzo allargamento   | La Spagna è entrata, però, a far parte della struttura militare integrata solamente nel 1998. |
| 12 marzo 1999    | Polonia            | quarto allargamento  | |
| 12 marzo 1999    | Rep. Ceca          | quarto allargamento  | |
| 12 marzo 1999    | Ungheria           | quarto allargamento  | |
| 29 marzo 2004    | Bulgaria           | quinto allargamento  | |
| 29 marzo 2004    | Estonia            | quinto allargamento  | |
| 29 marzo 2004    | Lettonia           | quinto allargamento  | |
| 29 marzo 2004    | Lituania           | quinto allargamento  | |
| 29 marzo 2004    | Romania            | quinto allargamento  | |
| 29 marzo 2004    | Slovacchia         | quinto allargamento  | |
| 29 marzo 2004    | Slovenia           | quinto allargamento  | |
| 4 aprile 2009    | Albania            | sesto allargamento   | |
| 4 aprile 2009    | Croazia            | sesto allargamento   | |
| 5 giugno 2017    | Montenegro         | settimo allargamento | |
| 27 marzo 2020    | Macedonia del Nord | ottavo allargamento  | |
| 4 aprile 2023    | Finlandia          | nono allargamento    | |
| 11 marzo 2024    | Svezia             | decimo allargamento  | |

## Modalità di adesione
L'art. 10 del Trattato del Nord Atlantico descrive come gli Stati possano entrare nella NATO:
Questo articolo pone due limiti generali agli Stati per l'accesso:
- solo Stati europei sono candidabili per l'ingresso
- i candidati devono essere approvati da tutti i membri attuali

Il secondo criterio significa che ciascuno Stato membro ha diritto di veto, ovvero può decidere di porre delle condizioni per l'ingresso di un Paese. In pratica la NATO ha formulato un insieme di criteri-base che devono essere soddisfatti per aspirare all'accesso, ma in alcuni casi ci possono essere dei criteri aggiuntivi. Il caso più importante è quello della Turchia, che blocca l'ingresso di Cipro fino a che la disputa sull'isola con la Grecia non sarà risolta.
Non è invece mai stato un criterio riconosciuto quello secondo cui la NATO non si sarebbe estesa a est se l'URSS avesse consentito la riunificazione della Germania: questa rivendicazione russa del contenuto di un colloquio verbale tra Gorbačëv e James Baker, infatti, non è mai stata accettata dalla diplomazia USA, che anzi negli anni novanta sfidò l'irritazione russa propiziando l'ingresso della Polonia, dell'Ungheria e della Repubblica Ceca nell'Alleanza.

### Piano d'azione per l'adesione (MAP)
Come procedura per i Paesi che vogliono aderire (pre-adesione) esiste un meccanismo chiamato Piano d'azione per l'adesione o Membership Action Plan (MAP) che fu introdotto nel vertice di Washington del 23-25 aprile 1999. La partecipazione di un Paese al MAP comporta la presentazione annuale di relazioni sui progressi compiuti in cinque diverse misure:
- Disponibilità a risolvere le controversie internazionali, etniche o territoriali esterne con mezzi pacifici, impegno per lo stato di diritto e i diritti umani e controllo democratico delle forze armate
- Capacità di contribuire alla difesa e alle missioni dell'organizzazione
- Devozione di risorse sufficienti alle forze armate per essere in grado di soddisfare gli impegni di adesione
- Sicurezza delle informazioni sensibili e misure di salvaguardia che le garantiscono
- Compatibilità della legislazione nazionale con la cooperazione della NATO

La NATO fornisce feedback e consulenza tecnica a ciascun Paese e valuta i suoi progressi su base individuale. Una volta che i membri concordano sul fatto che un Paese soddisfa i requisiti, la NATO può rivolgere a quel Paese un invito ad avviare i negoziati di adesione. Il processo finale di adesione, una volta invitato, prevede cinque fasi che portano alla firma dei protocolli di adesione e all'accettazione e ratifica di tali protocolli da parte dei governi degli attuali membri della NATO.
Al marzo 2024 l'unico Paese che si trova in questa fase è la Bosnia ed Erzegovina.

### Dialogo intensificato
L'altro meccanismo di pre-adesione è il Dialogo intensificato o Intensified Dialogue che è visto come passo precedente prima di essere invitati al MAP.
A giugno 2023 i Paesi che si trovano in questa fase sono l'Ucraina (dall'aprile 2005 ma dal 30 settembre 2022 è in corso un piano di adesione velocizzata, dovuto alla richiesta del presidente ucraino Volodymyr Zelens'kyj, dopo che il presidente russo Vladimir Putin ha annunciato l'annessione delle regioni dell'Ucraina meridionale), la Georgia (dal settembre 2006) e la Serbia (dall'aprile 2008).
- Svezia - Nel settembre 2014 la Svezia decise di uscire dallo status di 'Stato neutrale' firmando un accordo con la NATO per supportare una stretta cooperazione militare con l'alleanza. Tale accordo permetteva anche di poter effettuare esercitazioni militari congiunte, nonché la possibilità di dispiegare attrezzature militari NATO, con l'esclusione di armi nucleari, nel territorio svedese. L'alleanza poteva fornire, su richiesta della Svezia, il dovuto sostegno e assistenza militare in caso di crisi. Il 25 maggio 2016 il Parlamento svedese ha definitivamente ratificato quell'accordo firmato con l'alleanza denominato 'Host Nation Support Agreement'. Dopo l'invasione russa dell'Ucraina del 2022 la Svezia ha deciso di aderire all'alleanza come Stato membro a tutti gli effetti.

## Rapporti con Paesi terzi
Stati membri NATO
     Stati EAPC - PfP
     Stati del Dialogo mediterraneo
     Partner Globali

Stati membri NATO
Stati EAPC - PfP
Stati del Dialogo mediterraneo
Partner Globali

Un doppio schema tecnico-diplomatico di accordi è stato creato per aiutare la cooperazione tra i membri NATO e altri "Paesi partner".

### Partner globali
Sono paesi che cooperano con la NATO su base regolare, ma non possono aderire all'alleanza a causa dell'articolo 10, che limita i paesi ammissibili a solo quelli europei.
Il dialogo politico con il Giappone è iniziato negli anni Novanta e, da allora, l'Alleanza ha gradualmente intensificato i suoi contatti con Paesi che non fanno parte di nessuna di queste iniziative di cooperazione. Nel 1998, la NATO ha stabilito una serie di linee guida generali che non consentono un'istituzionalizzazione formale delle relazioni ma riflettono il desiderio degli alleati di aumentare la cooperazione: dopo un ampio dibattito, nel 2000 gli Alleati hanno concordato il termine "Paesi di contatto". Nel 2012 l'Alleanza ha definitivamente ampliato questo gruppo, che si riunisce per discutere questioni come la lotta alla pirateria e lo scambio di tecnologia, sotto il nome di  "Partner globali": oltre alla Corea del Sud nel 2005, l'Australia nel 2005 e la Nuova Zelanda nel 2001 (che sono anche membri dell'alleanza strategica AUSCANNZUKUS), è stato intrapreso un dialogo rafforzato con Paesi come il Pakistan e la Mongolia dal 2005 ed infine l'Iraq dal 2011. Nel 2017 la Colombia ha siglato accordi di partnership per la pace e collaborazione in vari ambiti militari con la NATO, divenendo il primo e finora unico Paese latino-americano legato alla NATO.
- Australia
- Colombia
- Corea del Sud
- Giappone
- Iraq
- Mongolia
- Nuova Zelanda
- Pakistan

### Partenariato Euro-Atlantico (EAPC)
Il Partenariato Euro-Atlantico, o Euro-Atlantic Partnership Council (EAPC), fu creato il 27 maggio 1997 al vertice di Parigi ed è un forum di regolare consultazione, coordinamento e dialogo tra la NATO e i partner esterni. È la diretta conseguenza del partenariato per la pace. I numerosi Paesi partner sono:
Ex Repubbliche sovietiche:
- Armenia
- Azerbaigian
- Bielorussia
- Georgia
- Kazakistan
- Kirghizistan
- Moldavia
- Russia
- Tagikistan
- Turkmenistan
- Ucraina
- Uzbekistan

Paesi neutrali con economia di mercato durante la guerra fredda:
- Austria
- Irlanda
- Malta - È entrato nel PfP nell'aprile 1995, ma il suo governo ritirò l'adesione nell'ottobre 1996 e decise di riaffiliarsi il 20 marzo 2008. La NATO l'accetta durante il summit di Bucarest del 3 aprile 2008.
- Svizzera

Paesi neutrali con economia socialista durante la guerra fredda:
- Bosnia ed Erzegovina
- Serbia (come  Jugoslavia)

Paesi "in attesa":
- Cipro - L'ammissione al PfP è bloccata dalla Turchia, per via della situazione in Cipro del Nord.

### Partenariato per la pace (PfP)
Il Partenariato per la pace o Partnership for Peace (PfP) fu creato nel 1994 ed è basato su relazioni individuali e bilaterali tra la NATO e il Paese partner: ciascuno stato può decidere l'intensità della collaborazione. È stato il primo tentativo di dialogo della NATO con Paesi esterni, ma ora è considerato il "braccio operativo" del Partenariato Euro-Atlantico. È costituito in maniera principale, da membri operativi della NATO, ad esempio, membri START1991, e collaborano in tema di giustizia, per garantire i principali diritti internazionali, come i patti bilaterali tra Stati nel mondo, svolgono in tema politico-sociale la cooperazione al sostentamento umanitario. La sua azione operativa permette in diversi ambiti, quali sociale, politico, economico, giuridico, medico, ingegneristico, scientifico, artistico, la tutela e la conservazione di diritti umani nel mondo, promuovendo la cultura pacifica nei popoli.

### Dialogo Mediterraneo (MD)
Il Dialogo Mediterraneo, creato per la prima volta nel 1994, è un forum di cooperazione tra la NATO e sette paesi del Mediterraneo (ovvero dal 1995 Egitto, Giordania, Israele, Marocco, Mauritania, Tunisia e dal 2000 Algeria). Il suo scopo dichiarato è "creare buone relazioni e una migliore comprensione reciproca e fiducia in tutta la regione, promuovendo la sicurezza e la stabilità regionali e spiegando le politiche e gli obiettivi della NATO". Il Dialogo riflette di fatto il punto di vista della NATO, secondo cui la sicurezza in Europa è legata alla sicurezza e alla stabilità nel Mediterraneo, dato che c'è stato un velato tentativo di invitare anche la Libia durante il vertice di Chicago 2012.

### Istanbul Cooperation Initiative(ICI)
L'Istanbul Cooperation Initiative (ICI) è un'iniziativa della NATO che è stata lanciata durante il vertice di Istanbul del 2004 con alcuni Paesi selezionati nella più ampia regione del Medio Oriente (ovvero Bahrein, Emirati Arabi Uniti, Kuwait e Qatar). L'iniziativa è un'offerta per impegnarsi in attività pratiche di cooperazione in materia di sicurezza con gli Stati in tutto il Grande Medio Oriente e si affianca al programma di Partenariato per la Pace e al Dialogo Mediterraneo. La stessa NATO considera questi partenariati di cooperazione per la sicurezza come una risposta alle nuove sfide del XXI secolo e per sostenere le richieste di riforma dall'interno della più ampia regione del Medio Oriente. L'ICI offre una cooperazione pratica in aree quali armamenti WMD, antiterrorismo, formazione e istruzione, partecipazione alle esercitazioni NATO mediante la progressiva interoperabilità militare, pianificazione delle emergenze civili in caso di catastrofi, consulenza personalizzata sulla riforma della difesa e sulle relazioni civili-militari ed infine cooperazione sulla sicurezza delle frontiere per aiutare a prevenire il traffico illecito di droga, armi e persone.

## Simboli della NATO
- Bandiera: bandiera della NATO
- Inno: The NATO Hymn
- Motto: Animus in consulendo liber
- Anniversario: 4 aprile ("NATO Day")
- Medaglie: decorazione della NATO